# گاه‌شمار جمهوری اسلامی ایران
گاه‌شمار جمهوری اسلامی ایران در حقیقت باید با اعلام نتایج انتخابات تعیین سیستم حکومتی در ۱۲ فروردین ۱۳۵۸ خورشیدی آغاز شود اما معمولاً تاریخ آغاز آن از زمان پیروزی انقلاب اسلامی در ۲۲ بهمن ۱۳۵۷ خورشیدی بررسی می‌شود. مطالب زیر شامل برخی از مهم‌ترین وقایع بعد از پیروزی انقلاب ۱۳۵۷ است.

## دولت موقت بازرگان و هیئت دولت موقت شورای انقلاب
- ۲۲ بهمن ۱۳۵۷:

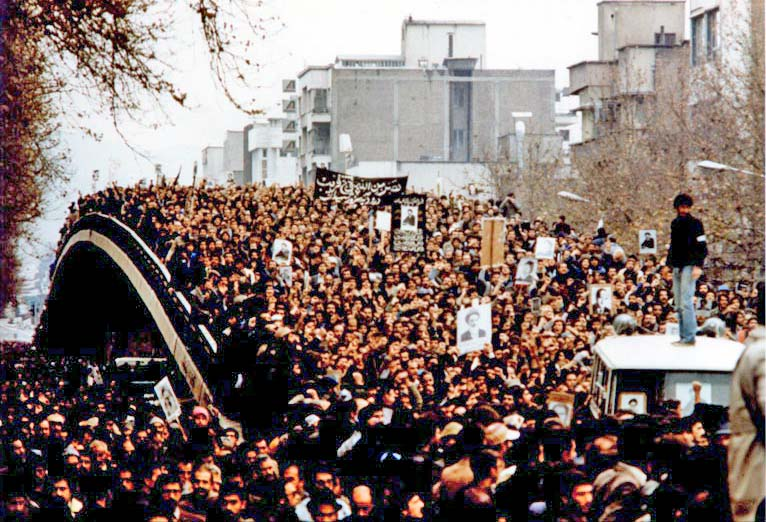
معترضان در روزهای منتهی به ۲۲ بهمن ۱۳۵۷، پل کالج تهران

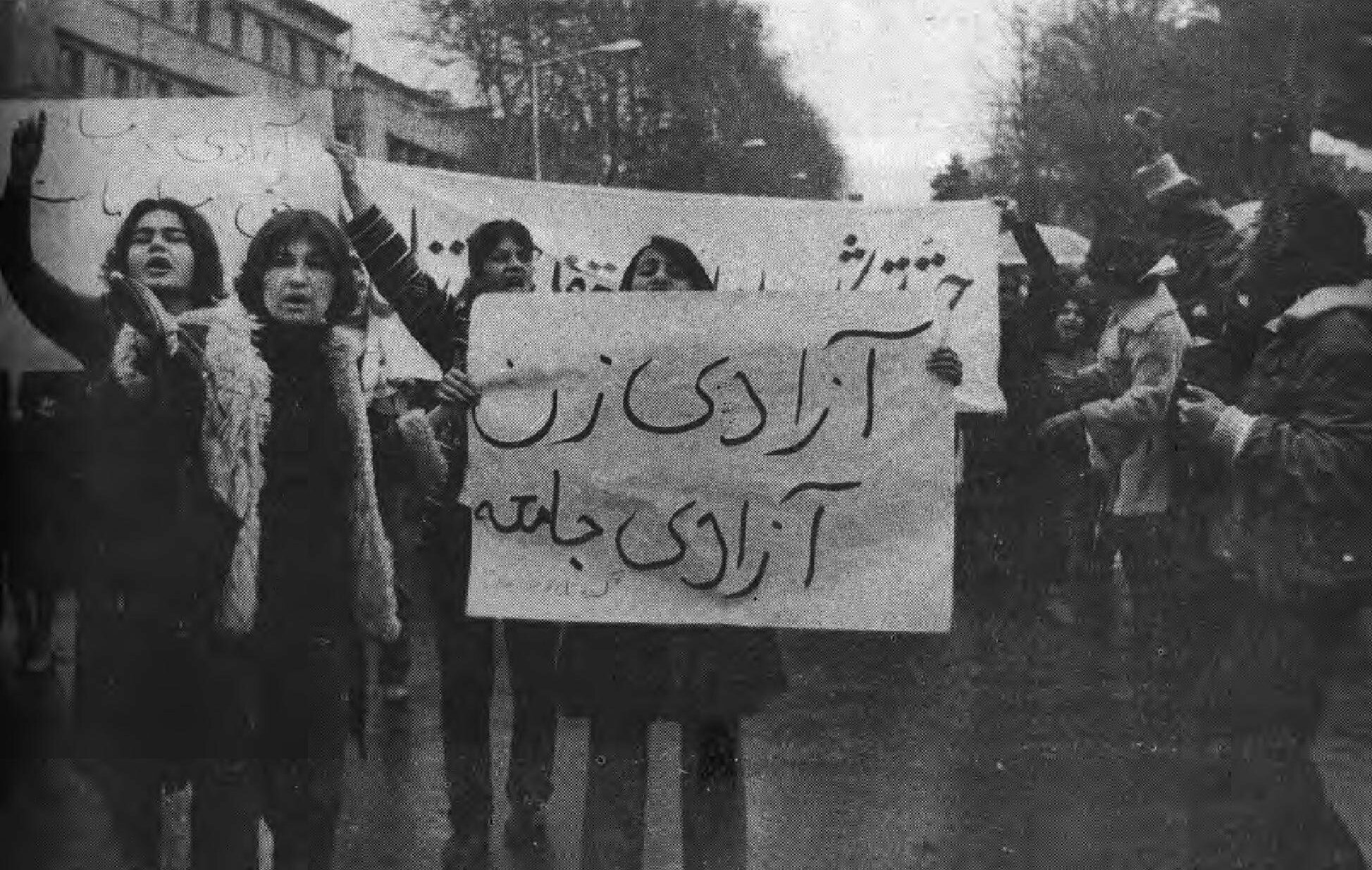
تظاهرات ۱۷ اسفند ۱۳۵۷

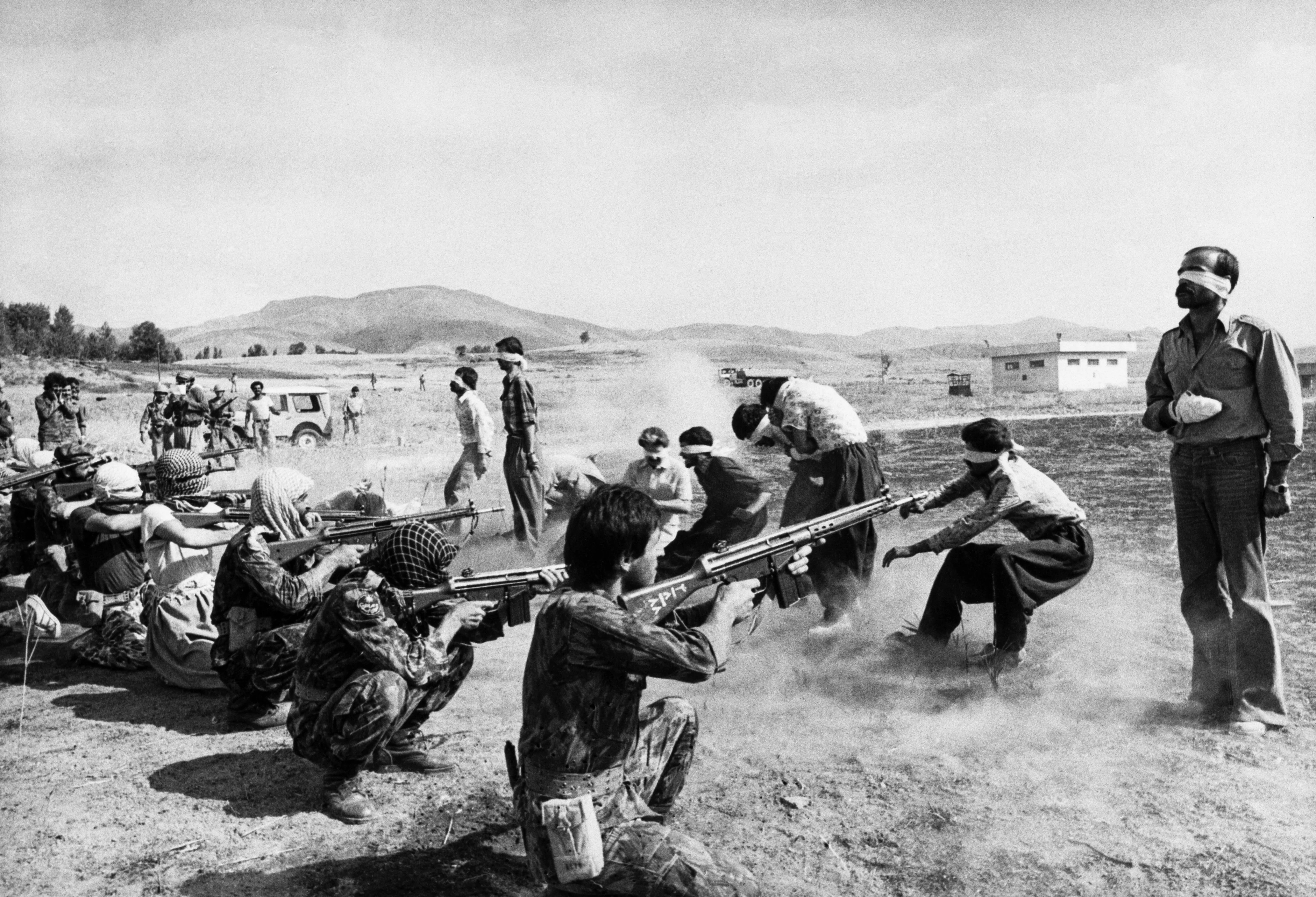
کردستان؛ فرودگاه سنندج؛ تیرباران پیشمرگان کردجهانگیر رزمی با گرفتن این عکس از «جوخه آتش در ایران» برنده جایزه پولیتزر ۱۹۸۰ میلادی شد

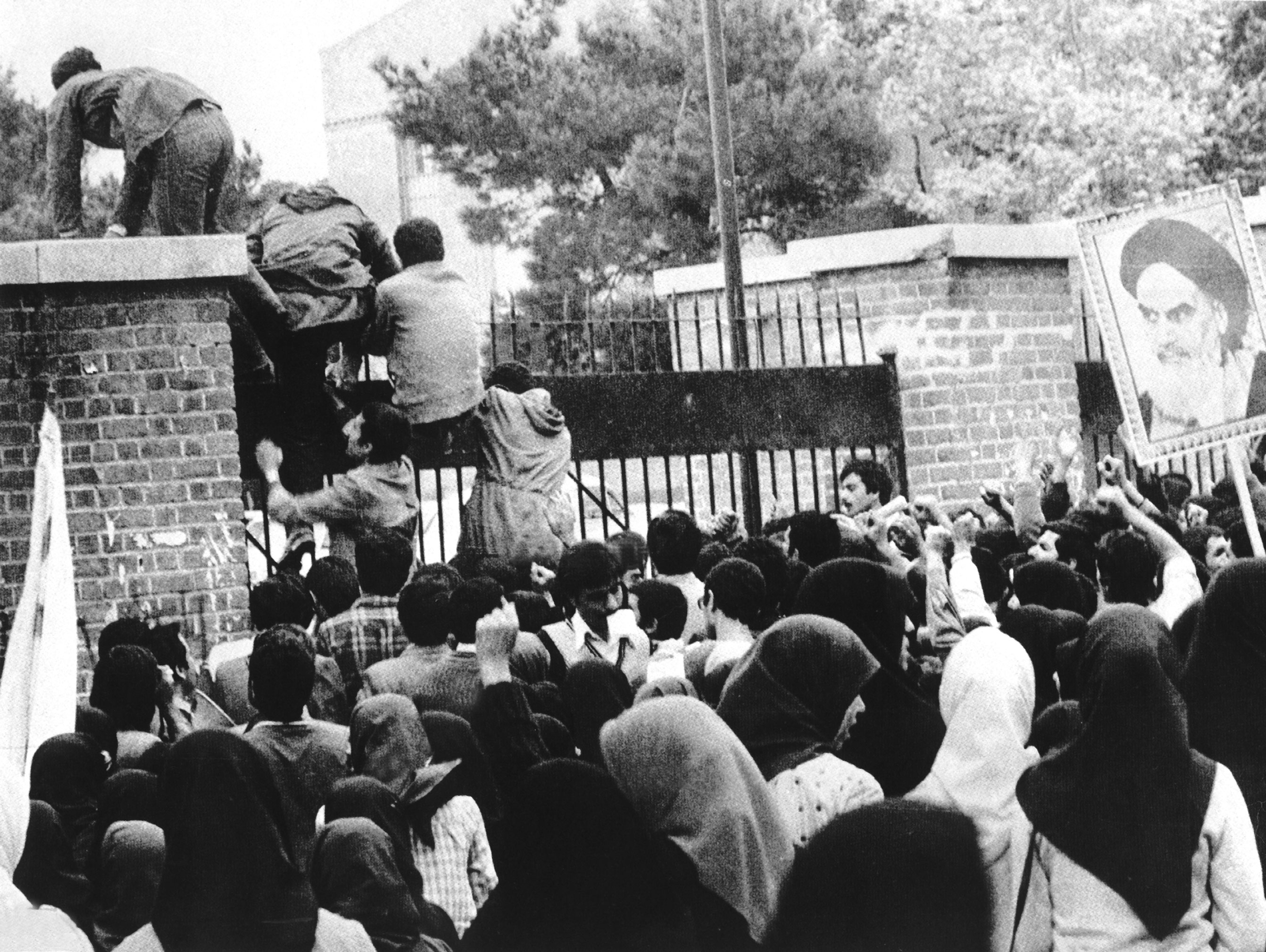
اشغال سفارت آمریکا در ایران

  - پیروزی انقلاب در ایران، سقوط حکومت پهلوی و پایان نظام شاهنشاهی ایران
  - حمله به سفارت اسرائیل در تهران و واگذاری آن به دفتر سازمان آزادی‌بخش فلسطین[۱]
- ۲۳ بهمن ۱۳۵۷: تأسیس کمیته انقلاب اسلامی به دستور روح‌الله خمینی
- ۲۴ بهمن ۱۳۵۷: انتصاب صادق خلخالی به ریاست دادگاه‌های انقلاب اسلامی توسط سید روح‌الله خمینی و آغاز اعدام بیش از ۴۳۰ نفر از شخصیت‌های کشوری و لشکری دوران پهلوی از جمله امیرعباس هویدا[۲]
- ۳۰ بهمن ۱۳۵۷: قطع کامل روابط اسرائیل و ایران به درخواست جمهوری اسلامی[۳]
- ۱۴ اسفند ۱۳۵۷: تأسیس کمیته امداد به دستور روح‌الله خمینی
- ۱۷ اسفند ۱۳۵۷: نخستین اعتراضات بر ضد جمهوری اسلامی از سوی زنان معترض به حجاب اجباری
- ۱۳۵۹–۱۳۵۷: شورش کردها در ایران
- ۱۰، ۱۱ و ۱۲ فروردین ۱۳۵۸: همه‌پرسی نظام جمهوری اسلامی در ایران با رای آری ۹۸٫۲ درصد شرکت کنندگان و بنیان‌گذاری حکومت جمهوری اسلامی ایران
- ۱۵ فروردین ۱۳۵۸: انتصاب سید مهدی سجادیان به عنوان نخستین رئیس قوه قضائیه توسط وزیر دادگستری وقت
- ۲ اردیبهشت ۱۳۵۸: تأسیس سپاه پاسداران انقلاب اسلامی به دستور سید روح‌الله خمینی
- ۳ اردیبهشت ۱۳۵۸: ترور سید محمدولی قرنی توسط گروه فرقان
- ۲۳ اردیبهشت ۱۳۵۸: لغو کاپیتولاسیون در ایران
- ۱۱ اردیبهشت ۱۳۵۸: ترور مرتضی مطهری توسط گروه فرقان
- ۴ خرداد ۱۳۵۸: ترور نافرجام اکبر هاشمی رفسنجانی توسط گروه فرقان
- ۹ خرداد ۱۳۵۸: درگیری‌های خرداد ۵۸ خرمشهر
- ۲۷ خرداد ۱۳۵۸: تأسیس جهاد سازندگی به دستور سید روح‌الله خمینی
- ۱۲ مرداد ۱۳۵۸: برگزاری انتخابات مجلس خبرگان قانون اساسی
- ۲۳–۲۸ مرداد ۱۳۵۸: پیروزی نیروهای ارتش، سپاه پاسداران و ژاندارمری در نبرد پاوه و عقب‌نشینی نیروهای کومله و حزب دموکرات کردستان از این شهر
- ۲۸ مرداد ۱۳۵۸: تشکیل مجلس خبرگان قانون اساسی به دستور سید روح‌الله خمینی و انتخاب شدن حسینعلی منتظری به ریاست مجلس
- ۱۱ شهریور ۱۳۵۸: کشتار مردم روستای قارنا توسط جمهوری اسلامی ایران[۴]
- ۱۹ شهریور ۱۳۵۸: درگذشت سید محمود طالقانی
- ۱۳ آبان ۱۳۵۸:
  - گروگان‌گیری در سفارت ایالات متحده آمریکا توسط دانشجویان پیرو خط امام
  - استعفای مهدی بازرگان و کابینه موقت او در واکنش به گروگان‌گیری در سفارت ایالات متحده آمریکا
- ۱۵ آبان ۱۳۵۸: انحلال دولت موقت ایران و تشکیل هیئت دولت موقت شورای انقلاب به ریاست سید محمد بهشتی
- ۲۴ آبان ۱۳۵۸: انحلال مجلس خبرگان قانون اساسی
- ۵ آذر ۱۳۵۸: تشکیل سازمان بسیج
- ۱۱ و ۱۲ آذر ۱۳۵۸:
  - برگزاری همه‌پرسی قانون اساسی و تصویب قانون اساسی جمهوری اسلامی ایران با حدود ۹۹/۵ درصد آرا[۵]
  - آغاز به کار سید روح‌الله خمینی به عنوان اولین رهبر جمهوری اسلامی ایران
- ۲۷ آذر ۱۳۵۸: ترور محمد مفتح توسط گروه فرقان
- ۷ دی ۱۳۵۸: تشکیل سازمان نهضت سوادآموزی

## ریاست‌جمهوری بنی‌صدر و ریاست شورای موقت

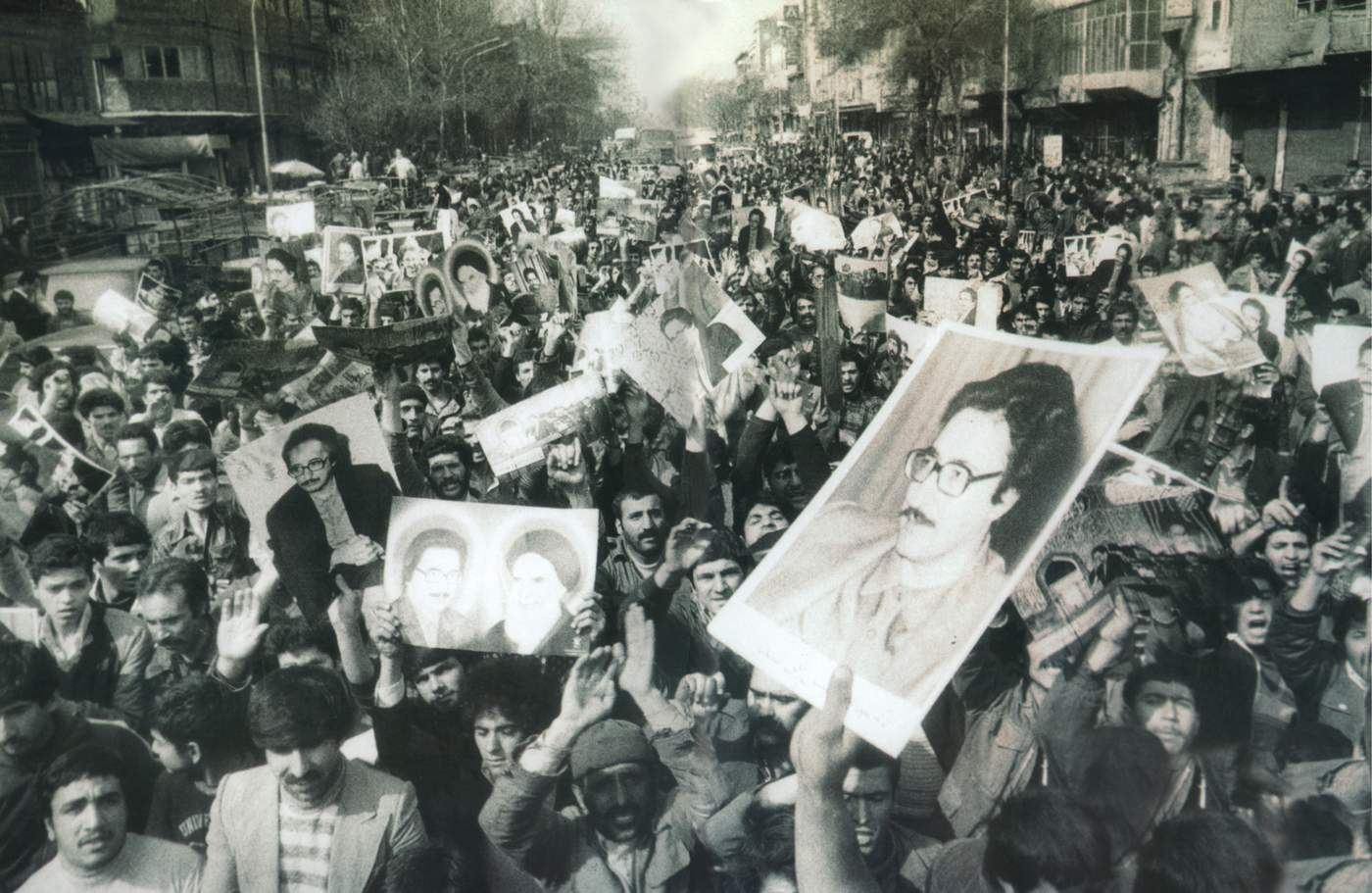
تظاهرات طرفداران ابوالحسن بنی‌صدر پس از انتخاب او به عنوان نخستین رئیس‌جمهور ایران

اعزام نفرات داوطلب مردمی ایرانی در قالب نیروهای بسیج و سپاه به جبهه‌ها

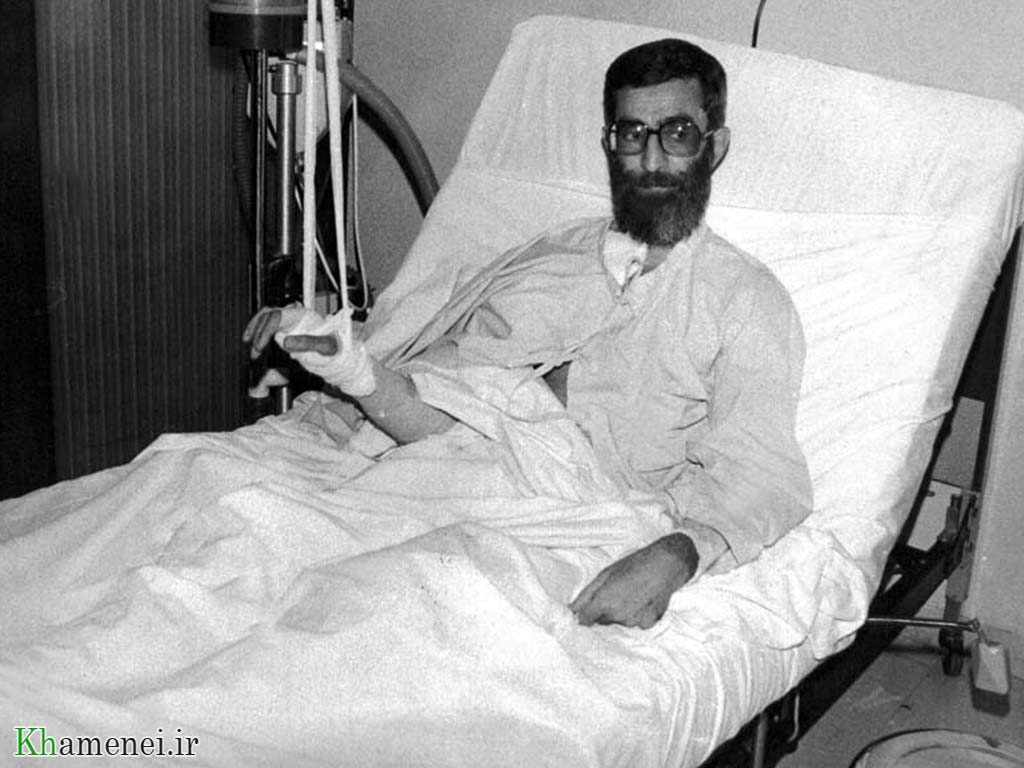
سید علی خامنه‌ای بر روی تخت بیمارستان پس از ترور نافرجام

- ۱۵ بهمن ۱۳۵۸: تشکیل نخستین دولت رسمی جمهوری اسلامی ایران و انتخاب شدن ابوالحسن بنی‌صدر به عنوان نخستین رئیس‌جمهور ایران
- ۲ اسفند ۱۳۵۸: تأسیس بنیاد مستضعفان انقلاب اسلامی
- ۴ اسفند ۱۳۵۸: انتصاب سید محمد بهشتی به عنوان دومین رئیس قوه قضائیه
- ۱۸ فروردین ۱۳۵۹: اعلام رسمی قطع کامل روابط دیپلماتیک ایران و ایالات متحده آمریکا توسط دولت آمریکا و در نهایت تعطیلی سفارت‌های دو کشور
- ۵ اردیبهشت ۱۳۵۹: شکست آمریکا در عملیات طبس برای آزادسازی گروگان‌های آمریکایی در سفارت آمریکا در تهران
- ۱۰ اردیبهشت ۱۳۵۹: گروگانگیری در سفارت ایران در لندن
- ۷ خرداد ۱۳۵۹: تأسیس مجلس شورای اسلامی و آغاز به کار دوره نخست مجلس شورای اسلامی به ریاست اکبر هاشمی رفسنجانی
- ۱۸ تیر ۱۳۵۹: کودتای نوژه
- ۲۴ تیر ۱۳۵۹: تأسیس سازمان بهزیستی کشور
- ۲۶ تیر ۱۳۵۹: انحلال شورای انقلاب اسلامی ایران
- ۵ مرداد ۱۳۵۹: درگذشت محمدرضا پهلوی
- ۳۱ شهریور ۱۳۵۹: تهاجم عراق به ایران به دستور صدام حسین و آغاز جنگ ایران و عراق
- ۱ مهر ۱۳۵۹: وقوع عملیات کمان ۹۹
- آذر ۱۳۵۹: انتصاب لطف‌الله صافی گلپایگانی به عنوان نخستین دبیر شورای نگهبان
- ۷ آذر ۱۳۵۹: آغاز عملیات مروارید
- ۱۴ اسفند ۱۳۵۹: درگیری و تظاهرات در سخنرانی بنی‌صدر
- ۱۵ فروردین ۱۳۶۰: وقوع عملیات اچ۳
- ۲۵ خرداد ۱۳۶۰: تظاهرات به دعوت جبهه ملی در اعتراض به لایحه قصاص و اعلام ارتداد اعضای جبهه ملی از سوی سید روح‌الله خمینی
- ۳۰ خرداد ۱۳۶۰: تظاهرات مجاهدین خلق در واکنش به طرح عدم کفایت بنی‌صدر
- ۳۱ خرداد ۱۳۶۰: رأی مجلس شورای اسلامی بر عدم کفایت رئیس‌جمهور، ابوالحسن بنی‌صدر
- ۱ تیر ۱۳۶۰:
  - برکناری ابوالحسن بنی صدر از ریاست‌جمهوری توسط خمینی
  - تشکیل نخستین شورای موقت ریاست‌جمهوری ایران توسط نخست‌وزیر، رجایی، رئیس مجلس، هاشمی رفسنجانی و رئیس قوه قضائیه، موسوی اردبیلی
- ۶ تیر ۱۳۶۰: ترور نافرجام سید علی خامنه‌ای در مسجد ابوذر تهران توسط گروه فرقان
- ۷ تیر ۱۳۶۰: انفجار در دفتر حزب جمهوری اسلامی منسوب به مجاهدین خلق و کشته شدن رئیس قوه قضائیه، سید محمد بهشتی و ۷۲ تن دیگر شامل ۲۷ نماینده مجلس، ۴ وزیر و ۱۲ معاون وزیر
- ۸ تیر ۱۳۶۰: انتصاب سید عبدالکریم موسوی اردبیلی به عنوان سومین رئیس قوه قضائیه
- ۷ مرداد ۱۳۶۰: خروج مسعود رجوی، رهبر سازمان مجاهدین خلق به همراه ابوالحسن بنی صدر از تهران به پاریس

## ریاست‌جمهوری رجایی و دولت موقت مهدوی کنی
- ۱۱ مرداد ۱۳۶۰: انتخاب محمدعلی رجایی به عنوان دومین رئیس‌جمهور ایران
- ۱۴ مرداد ۱۳۶۰: ترور سید حسن آیت منتسب به مجاهدین خلق
- ۸ شهریور ۱۳۶۰:
  - انفجار در دفتر نخست‌وزیری توسط مجاهدین خلق و کشته‌شدن محمدعلی رجایی و محمدجواد باهنر

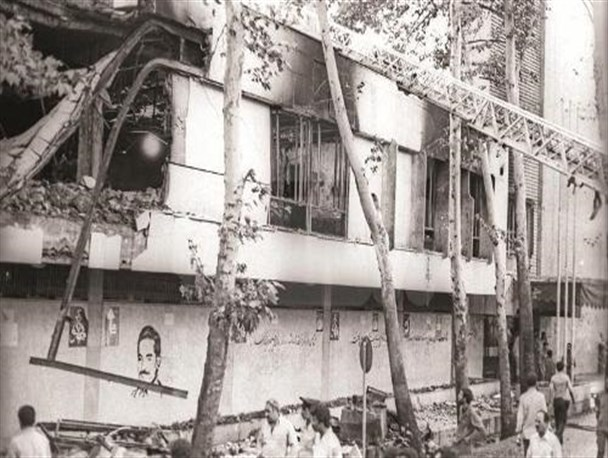
انفجار در دفتر نخست‌وزیری جمهوری اسلامی ایران

- - تشکیل دومین شورای موقت ریاست‌جمهوری ایران و انتصاب محمدرضا مهدوی کنی به عنوان نخست‌وزیر موقت
- ۱۱ شهریور ۱۳۶۰: تشکیل دولت موقت محمدرضا مهدوی کنی
- ۱۴ شهریور ۱۳۶۰: ترور علی قدوسی توسط مجاهدین خلق
- ۷ مهر ۱۳۶۰: سقوط هواپیمای سی -۱۳۰ نیروی هوایی ارتش در اثر نقص فنی و کشته شدن گروهی از برجسته‌ترین فرماندگان جنگ ایران و عراق از جمله محمد جهان‌آرا
- ۱۴ مهر ۱۳۶۰: حمایت جمهوری اسلامی از ترور انور سادات، رئیس‌جمهور مصر، توسط چند تن از اعضای گروه جهاد اسلامی مصر از جمله خالد اسلامبولی به بهانه صلح با اسرائیل و حمایت از محمدرضا پهلوی پس از ترک ایران

## ریاست‌جمهوری خامنه‌ای

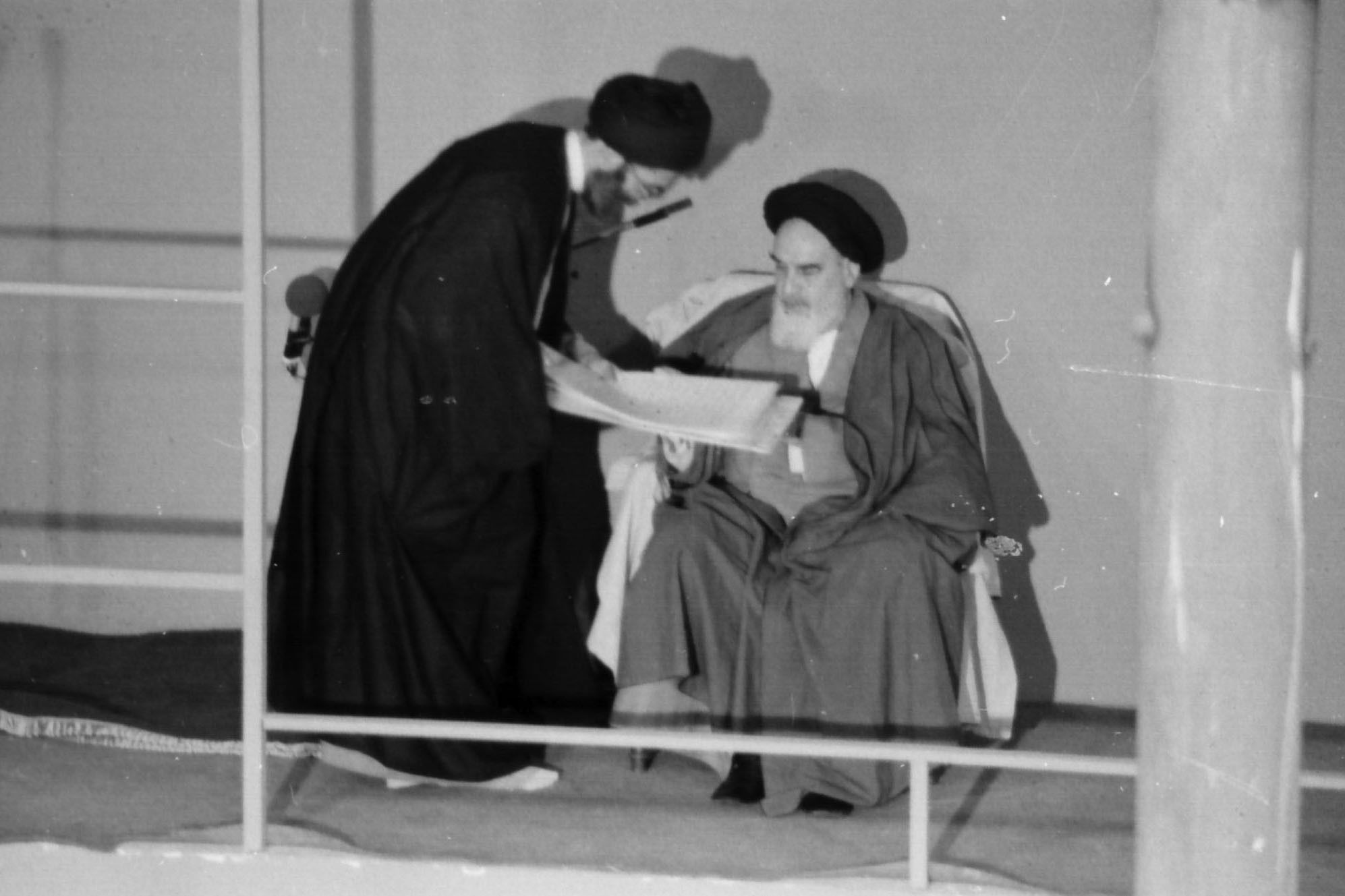
مراسم تنفیذ حکم ریاست‌جمهوری خامنه‌ای در سال ۱۳۶۰

- ۱۷ مهر ۱۳۶۰: انتخاب سید علی خامنه‌ای به‌عنوان سومین رئیس‌جمهور ایران
- ۷ آبان ۱۳۶۰: انتصاب میرحسین موسوی به نخست‌وزیری
- ۱۸ آبان ۱۳۶۰–۶ بهمن ۱۳۶۰: واقعه ۱۳۶۰ آمل
- ۲۰ آذر ۱۳۶۰: ترور سید عبدالحسین دستغیب توسط مجاهدین خلق
- ۱۹ بهمن ۱۳۶۰: کشته‌شدن موسی خیابانی توسط نیروهای سپاه پاسداران
- ۲۶ فروردین ۱۳۶۱: اعدام خالد اسلامبولی به جرم ترور رئیس‌جمهور مصر، شهید نامیدن وی توسط جمهوری اسلامی و تغییر نام خیابان وزرا در تهران به نام او
- ۲۷ فروردین ۱۳۶۱: حصر سید محمدکاظم شریعتمداری به اتهام حمایت از تلاش برای کودتا و ترور سید روح‌الله خمینی[۶]

تصویری از آزادسازی خرمشهر و مسجد جامع خرمشهر

- ۳ خرداد ۱۳۶۱: آزادسازی خرمشهر در عملیات بیت‌المقدس
- ۲۷ خرداد ۱۳۶۱: بنیان‌گذاری دانشگاه آزاد اسلامی
- ۱۴ تیر ۱۳۶۱: ربوده‌شدن احمد متوسلیان به همراه سه نفر دیگر در لبنان
- ۲۴ شهریور ۱۳۶۱: اعدام صادق قطب‌زاده به اتهام تلاش برای کودتا و ترور سید روح‌الله خمینی
- ۱۳۶۴: تأسیس رسمی حزب‌الله لبنان
- ۲۳ تیر ۱۳۶۲: انتخاب علی مشکینی به عنوان نخستین رئیس مجلس خبرگان رهبری
- ۲۴ مرداد ۱۳۶۲: تأسیس مجلس خبرگان رهبری
- ۱۲ بهمن ۱۳۶۲: آغاز جنگ نفت‌کش‌ها
- ۷ خرداد ۱۳۶۳: آغاز به کار دوره دوم مجلس شورای اسلامی با اکثریت جناح راست به ریاست اکبر هاشمی رفسنجانی
- ۱۵ خرداد ۱۳۶۳: درگیری هوایی ایران و عربستان سعودی در میانه جنگ نفت کش‌ها
- ۲۴ اسفند ۱۳۶۳: بمب‌گذاری نماز جمعه تهران هنگام اقامه نماز جمعه توسط سید علی خامنه‌ای
- ۲۵ تیر ۱۳۶۴: انتخاب حسینعلی منتظری به عنوان قائم‌مقام رهبر جمهوری اسلامی ایران توسط مجلس خبرگان رهبری
- ۲۹ مرداد ۱۳۶۴–۱۳ اسفند ۱۳۶۵: آشکار شدن ماجرای مک فارلین و معامله پنهانی تسلیحات نظامی بین ایران با آمریکا و اسرائیل در میانه جنگ ایران و عراق
- ۱۳ شهریور ۱۳۶۴: انتخاب مجدد سید علی خامنه‌ای به ریاست‌جمهوری

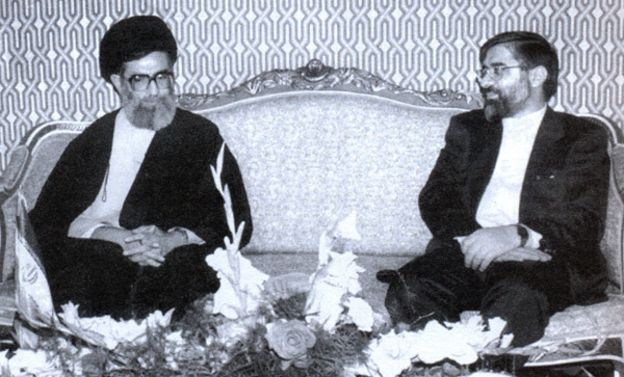
سید علی خامنه‌ای در کنار میرحسین موسوی

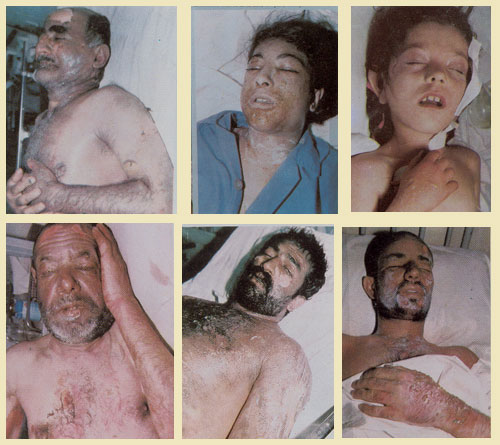
بمباران شیمیایی سردشت

- آذر ۱۳۶۴: حصر سید محمدصادق روحانی به اتهام مخالفت با تصدی قائم مقامی رهبری توسط حسینعلی منتظری
- ۲۰ بهمن ۱۳۶۴: عملیات والفجر ۸[۷]
- ۱۴ فروردین ۱۳۶۵: درگذشت سید محمدکاظم شریعتمداری
- ۷ تیر ۱۳۶۶: بمباران شیمیایی سردشت توسط نیروی هوایی عراق
- ۲۹ تیر ۱۳۶۶: صدور قطعنامه ۵۹۸ شورای امنیت سازمان ملل متحد و پذیرفته شدن آن توسط عراق
- ۹ مرداد ۱۳۶۶: کشتار حجاج ایرانی در مکه و افزایش تنش بین جمهوری اسلامی ایران و عربستان سعودی
- ۱۸ بهمن ۱۳۶۶: انتصاب سید علی خامنه‌ای به عنوان نخستین رئیس مجمع تشخیص مصلحت نظام
- ۲۹ فروردین ۱۳۶۷: عملیات آخوندک و حمله نیروی دریایی آمریکا به سکوهای نفتی ایران
- ۷ خرداد ۱۳۶۷: آغاز به کار دوره سوم مجلس شورای اسلامی با اکثریت جناح چپ به ریاست اکبر هاشمی رفسنجانی
- ۲۸ خرداد ۱۳۶۷: عملیات چلچراغ و اشغال مهران توسط مجاهدین خلق
- ۱۲ تیر ۱۳۶۷: سرنگونی پرواز شماره ۶۵۵ ایران ایر توسط ناو یواس‌اس وینسنس متعلق به نیروی دریایی ایالات متحده آمریکا بر فراز خلیج فارس و کشته‌شدن تمام ۲۹۰ سرنشین آن
- ۲۴ تیر ۱۳۶۷: انتصاب محمد محمدی گیلانی به عنوان دومین دبیر شورای نگهبان
- ۲۷ تیر ۱۳۶۷: پذیرفتن قطعنامه ۵۹۸ شورای امنیت توسط ایران و وقوع آتش‌بس بین ایران و عراق
- ۲۹ تیر ۱۳۶۷: پیام سید روح‌الله خمینی در مورد پذیرش قطعنامه معروف به نوشیدن جام زهر
- ۴–۸ مرداد ۱۳۶۷: عملیات مرصاد و شکست و تضعیف نیروی نظامی مجاهدین خلق

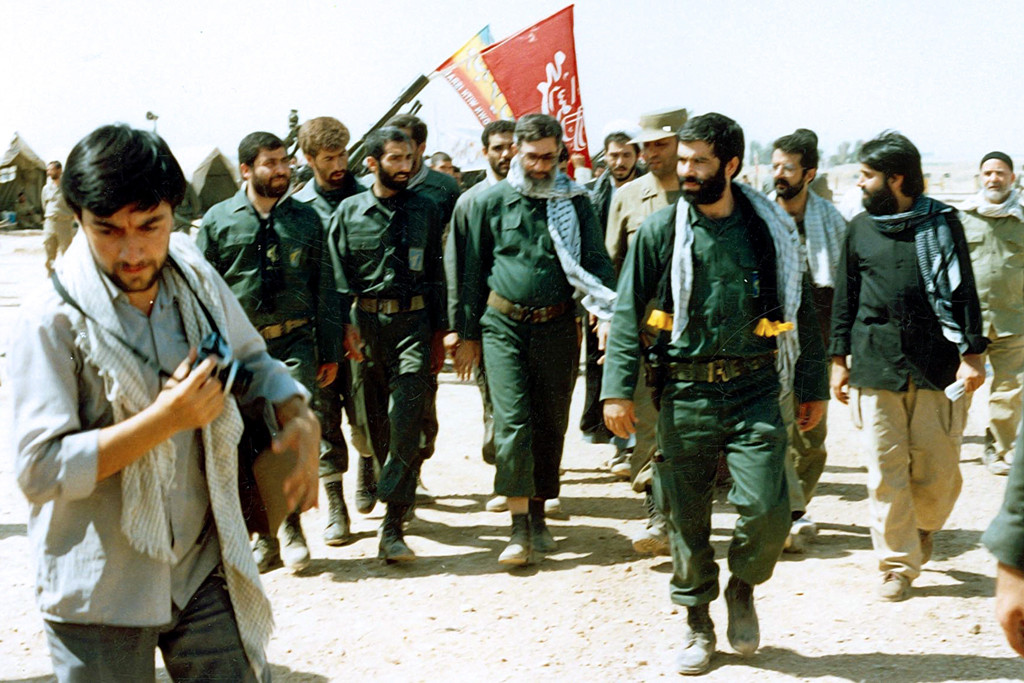
بازدید خامنه‌ای از جبهه‌ها در سال‌های آخر جنگ

- مرداد و شهریور ۱۳۶۷: اعدام دسته‌جمعی هزاران زندانی عقیدتی سیاسی به دستور سید روح‌الله خمینی
- ۲۹ مرداد ۱۳۶۷: پایان یافتن ادامه حملات عراق و پایان جنگ ایران و عراق
- ۱۱ دی ۱۳۶۷: نامه سید روح‌الله خمینی به میخائیل گورباچف، رهبر اتحاد جماهیر شوروی
- ۲۵ بهمن ۱۳۶۷: صدور حکم ارتداد سلمان رشدی توسط سید روح‌الله خمینی
- ۶ فروردین ۱۳۶۸: عزل حسینعلی منتظری از قائم مقامی رهبری
- ۱۳ خرداد ۱۳۶۸: درگذشت سید روح‌الله خمینی

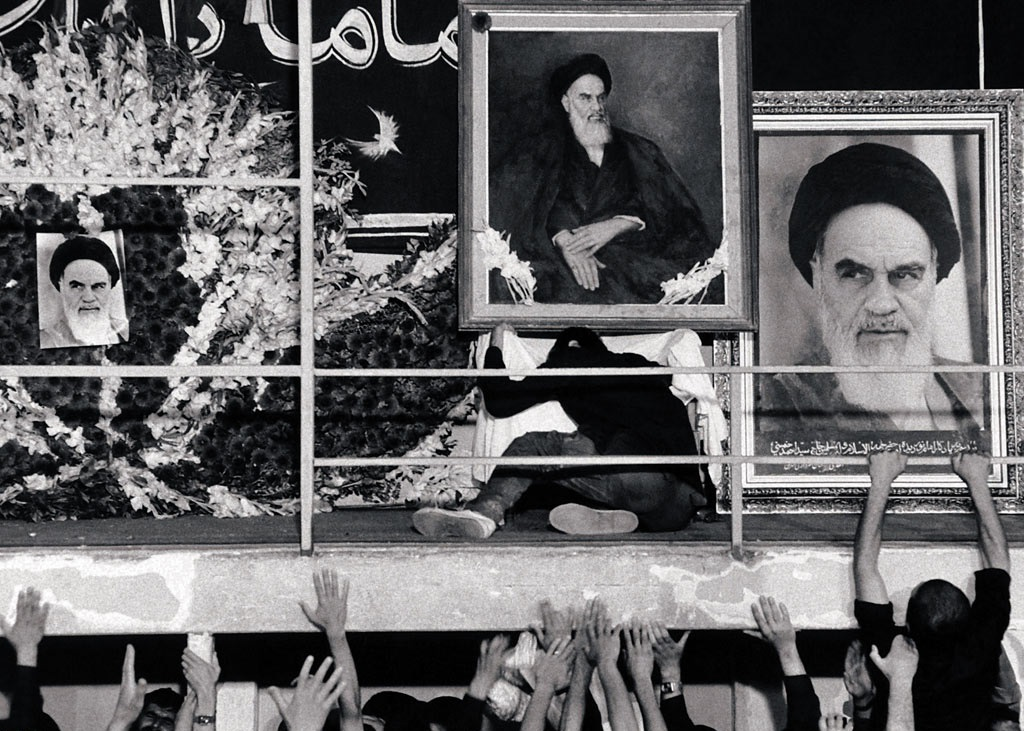
مرگ و تشییع سید روح‌الله خمینی

- ۱۴ خرداد ۱۳۶۸: انتخاب سید علی خامنه‌ای به عنوان دومین رهبر جمهوری اسلامی ایران توسط مجلس خبرگان رهبری[۸]
- ۶ مرداد ۱۳۶۸: برگزاری همه‌پرسی بازنگری قانون اساسی جمهوری اسلامی ایران و تصویب قانون اساسی جدید با ۹۷٫۵ درصد آرای مثبت و در نهایت:
  - حذف منصب نخست‌وزیری
  - حذف شرط مرجعیت برای تصدی منصب رهبری
  - تشکیل مجمع تشخیص مصلحت نظام
  - حذف شورای رهبری در قانون اساسی
  - افزایش اختیارات رهبری
  - افزایش اختیارات شورای نگهبان به حق نظارت و تأیید صلاحیت نامزدهای انتخابات مجلس خبرگان رهبری
  - تغییر نام «مجلس شورای ملی» به «مجلس شورای اسلامی» در قانون اساسی
  - تغییر عنوان «ولایت» به «ولایت مطلقه» در قانون اساسی

## ریاست‌جمهوری هاشمی رفسنجانی

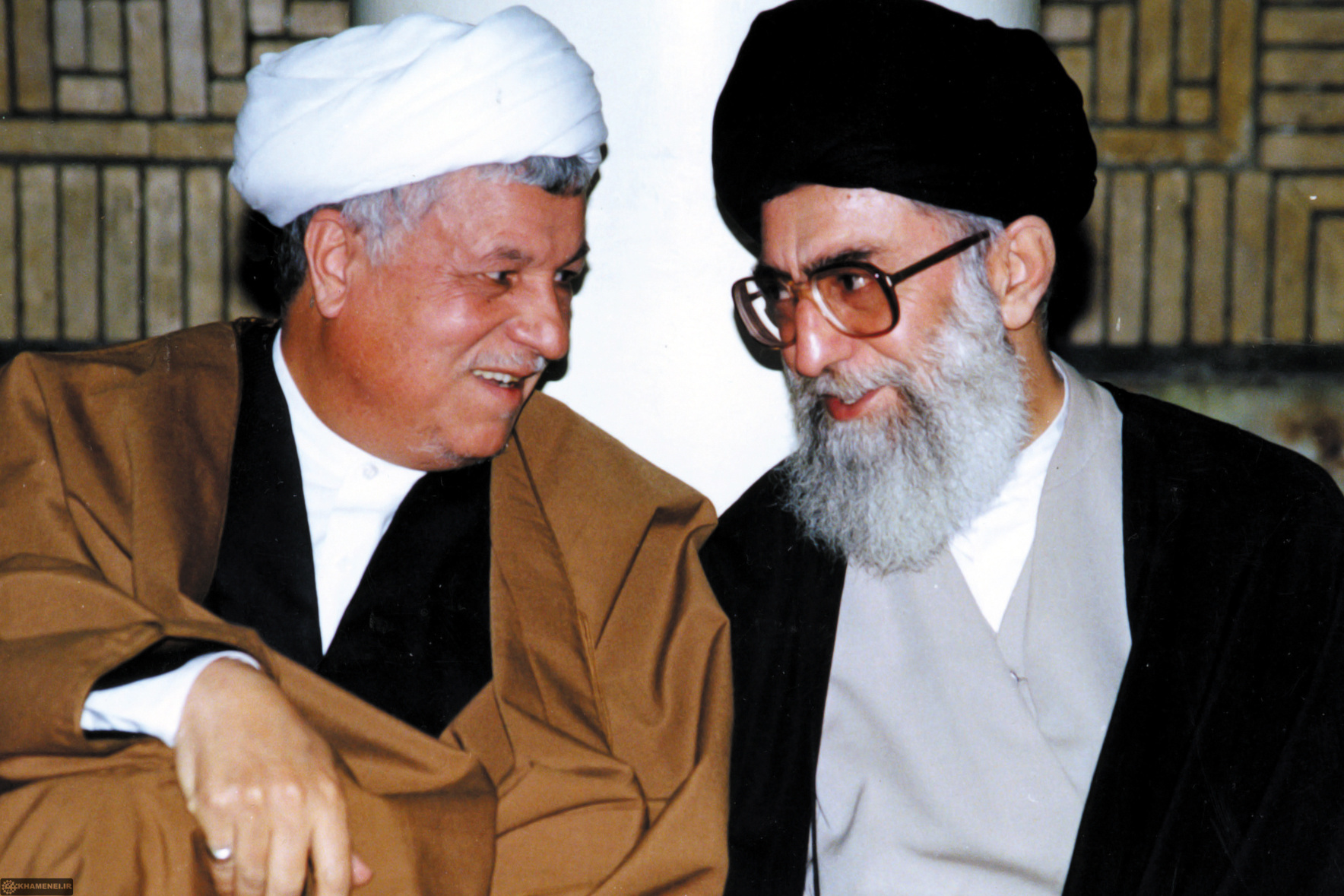
خامنه‌ای و هاشمی در کنار هم، در قامت متصدیان رهبری و ریاست‌جمهوری

- ۱۲ مرداد ۱۳۶۸: انتخاب اکبر هاشمی رفسنجانی به عنوان چهارمین رئیس‌جمهور ایران
- ۲۴ مرداد ۱۳۶۸: انتصاب محمد یزدی به عنوان چهارمین رئیس قوه قضائیه
- ۲۵ خرداد ۱۳۶۸: انتخاب مهدی کروبی به ریاست دوره سوم مجلس شورای اسلامی
- ۱۲ مهر ۱۳۶۸: انتصاب اکبر هاشمی رفسنجانی به عنوان دومین رئیس مجمع تشخیص مصلحت نظام
- ۱۸ آذر ۱۳۷۰: معرفی عراق به عنوان آغازگر جنگ از سوی سازمان ملل متحد
- ۵ دی ۱۳۷۰: فروپاشی اتحاد جماهیر شوروی و پایان جنگ سرد
- خرداد ۱۳۷۱: شورش در مشهد و چندین شهر دیگر
- ۷ خرداد ۱۳۷۱: آغاز به کار دوره چهارم مجلس شورای اسلامی با اکثریت جناح راست به ریاست علی‌اکبر ناطق نوری
- ۲۶ تیر ۱۳۷۱: انتصاب احمد جنتی به عنوان سومین دبیر شورای نگهبان
- ۱۹ بهمن ۱۳۷۱: سانحه برخورد توپولوف ۱۵۴ ایران‌ایرتور با سوخو ۲۴
- ۱۲ مرداد ۱۳۷۲: انتخاب مجدد اکبر هاشمی رفسنجانی به ریاست جمهوری
- ۳۰ خرداد ۱۳۷۳: بمب‌گذاری در حرم امام رضا
- آذر ۱۳۷۳: اعلام صلاحیت سید علی خامنه‌ای به عنوان مرجع تقلید توسط جامعه مدرسین حوزه علمیه قم
- ۱۵ دی ۱۳۷۳: کشته‌شدن منصور ستاری به همراه افسران بلندپایه نیروی هوایی بر اثر سقوط هواپیما
- ۳۰ دی ۱۳۷۳: درگذشت مهدی بازرگان
- ۲۵ اسفند ۱۳۷۳: درگذشت سید احمد خمینی
- ۷ خرداد ۱۳۷۵: آغاز به کار دوره پنجم مجلس شورای اسلامی با اکثریت جناح راست به ریاست علی‌اکبر ناطق نوری

## ریاست‌جمهوری خاتمی

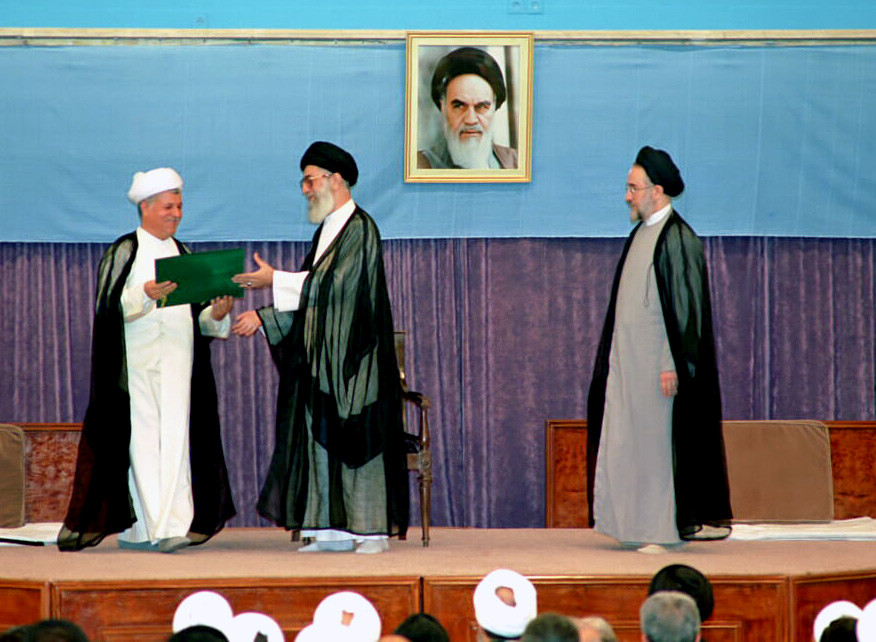
مراسم تنفیذ خاتمی

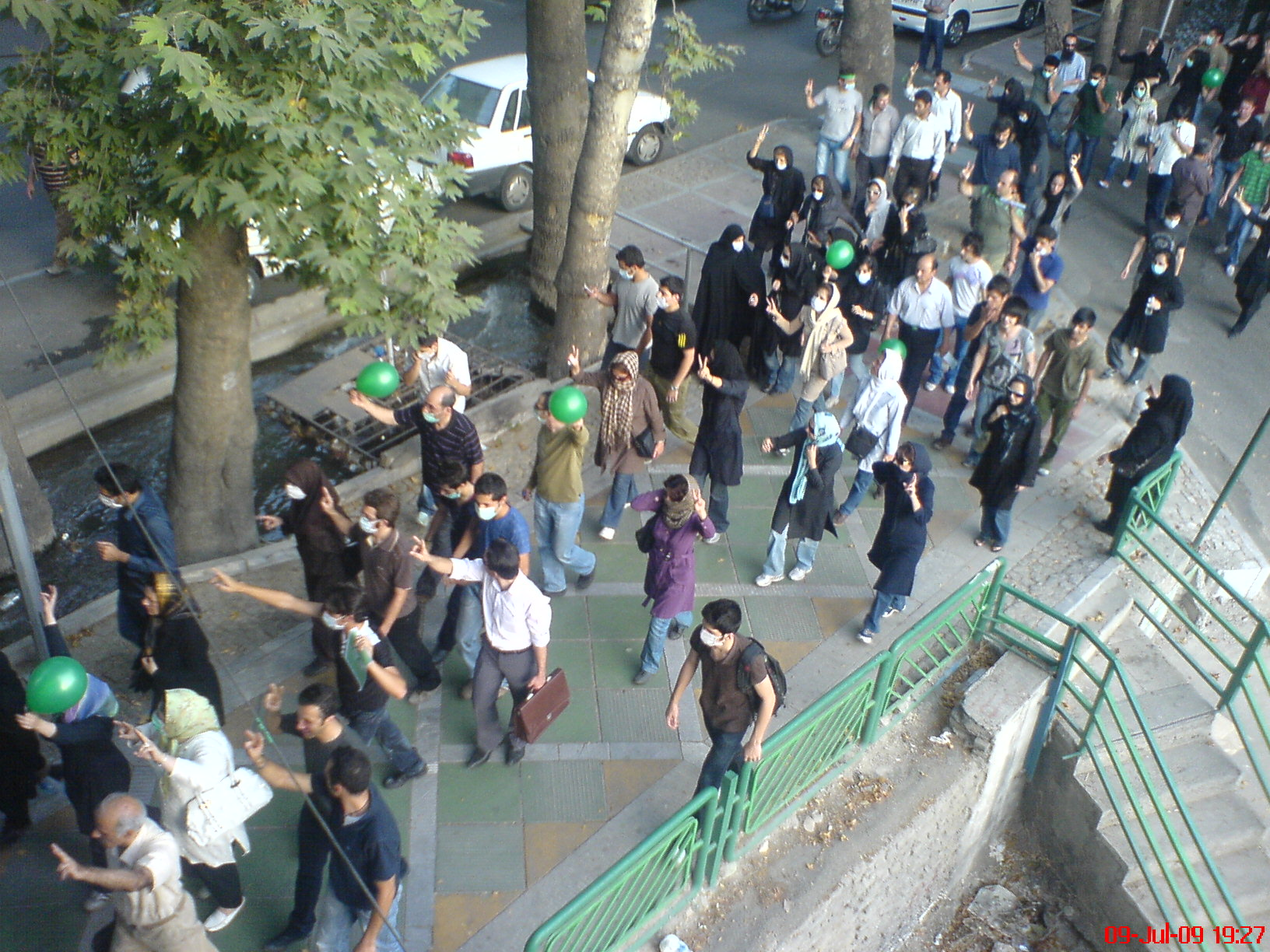
تظاهرات مردم تهران علیه حمله کوی دانشگاه تهران

- ۱۲ مرداد ۱۳۷۶: انتخاب سیدمحمد خاتمی به‌عنوان پنجمین رئیس‌جمهور ایران
- ۲۳ آبان ۱۳۷۶: آغاز حصر حسینعلی منتظری بر اثر انتقادات تند نسبت به نظام و رهبری
- ۲۸ آبان ۱۳۷۶: حصر احمد آذری قمی در اعتراض به صلاحیت سید علی خامنه‌ای برای مرجعیت
- ۸ آذر ۱۳۷۶: پیروزی تیم ملی فوتبال ایران بر تیم استرالیا و صعود به جام جهانی فوتبال ۱۹۹۸ و خوشحالی میلیون‌ها ایرانی در خیابان‌ها
- ۱۷ مرداد ۱۳۷۷: قتل دیپلمات‌های ایرانی در مزارشریف توسط طالبان
- ۱ شهریور ۱۳۷۷: ترور سید اسدالله لاجوردی توسط مجاهدین خلق
- ۲۲ بهمن ۱۳۷۷: درگذشت احمد آذری قمی
- ۲۱ فروردین ۱۳۷۸: ترور علی صیاد شیرازی توسط مجاهدین خلق
- ۱۸–۲۳ تیر ۱۳۷۸: حمله مأموران جمهوری اسلامی به کوی دانشگاه تهران[۹]
- ۲۴ مرداد ۱۳۷۸: انتصاب سید محمود هاشمی شاهرودی به عنوان پنجمین رئیس قوه قضائیه
- ۷ خرداد ۱۳۷۹: آغاز به کار دوره ششم مجلس شورای اسلامی با اکثریت جناح اصلاح‌طلبان به ریاست مهدی کروبی
- ۱۱ مرداد ۱۳۸۰: انتخاب مجدد سیدمحمد خاتمی به ریاست‌جمهوری
- ۹ بهمن ۱۳۸۰: استفاده جرج دابلیو. بوش از اصطلاح محور شرارت در اشاره به سه کشور جمهوری اسلامی ایران، عراق بعثی و کره شمالی
- ۱۰ بهمن ۱۳۸۱: پایان حصر پنج ساله حسینعلی منتظری
- ۳۰ بهمن ۱۳۸۱: سانحه سقوط هواپیمای ایلیوشین ایل-۷۶ سپاه
- ۵ آذر ۱۳۸۲: درگذشت صادق خلخالی
- ۵ دی ۱۳۸۲: زلزله بم

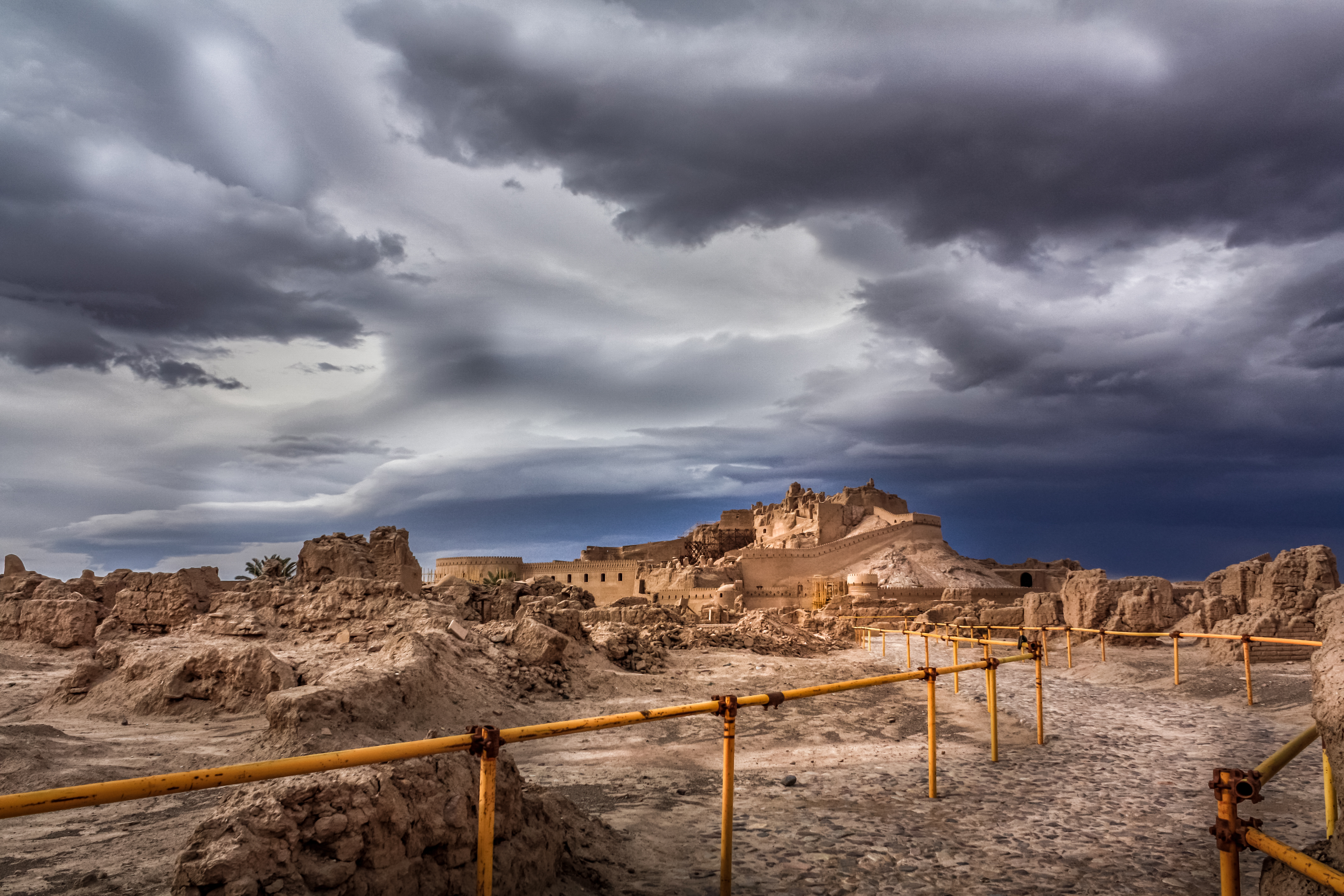
ارگ بم پس از زلزله

- ۷ خرداد ۱۳۸۳: آغاز به کار دوره هفتم مجلس شورای اسلامی با اکثریت جناح اصول‌گرایان به ریاست غلامعلی حداد عادل
- ۲۶ خرداد ۱۳۸۴: بمب‌گذاری‌های اهواز

## ریاست‌جمهوری احمدی‌نژاد

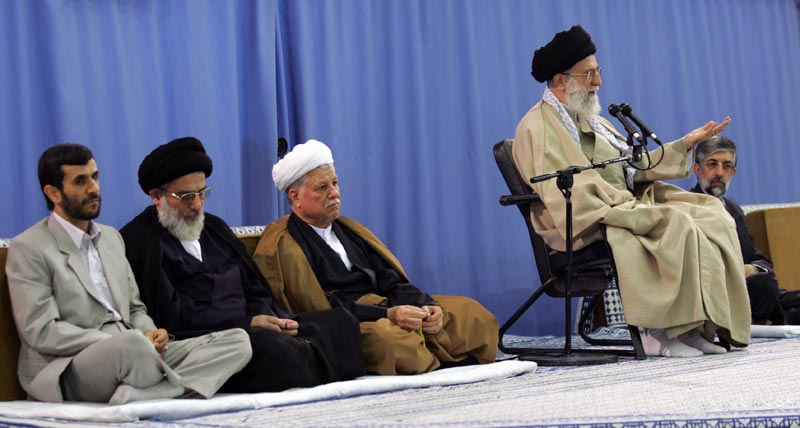
دوره نخست ریاست جمهوری محمود احمدی‌نژاد

بمب‌گذاری انتحاری در پیشین

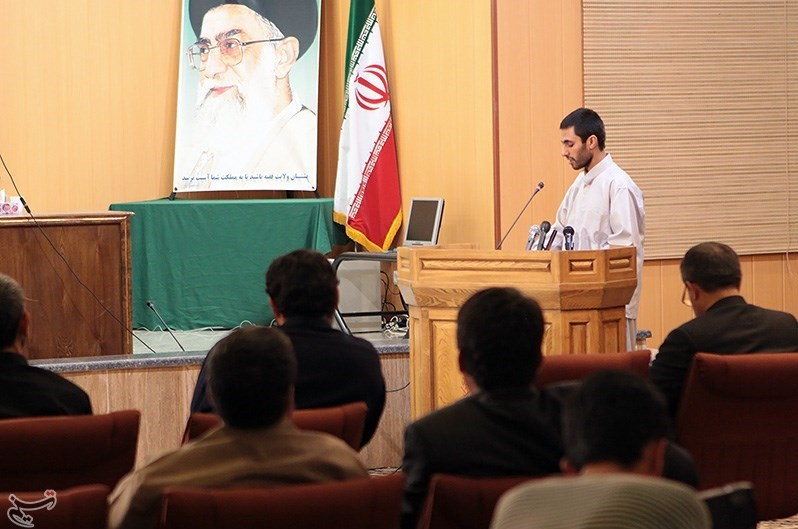
عبدالمالک ریگی در دادگاه انقلاب، ۲۸ خرداد ۱۳۸۹

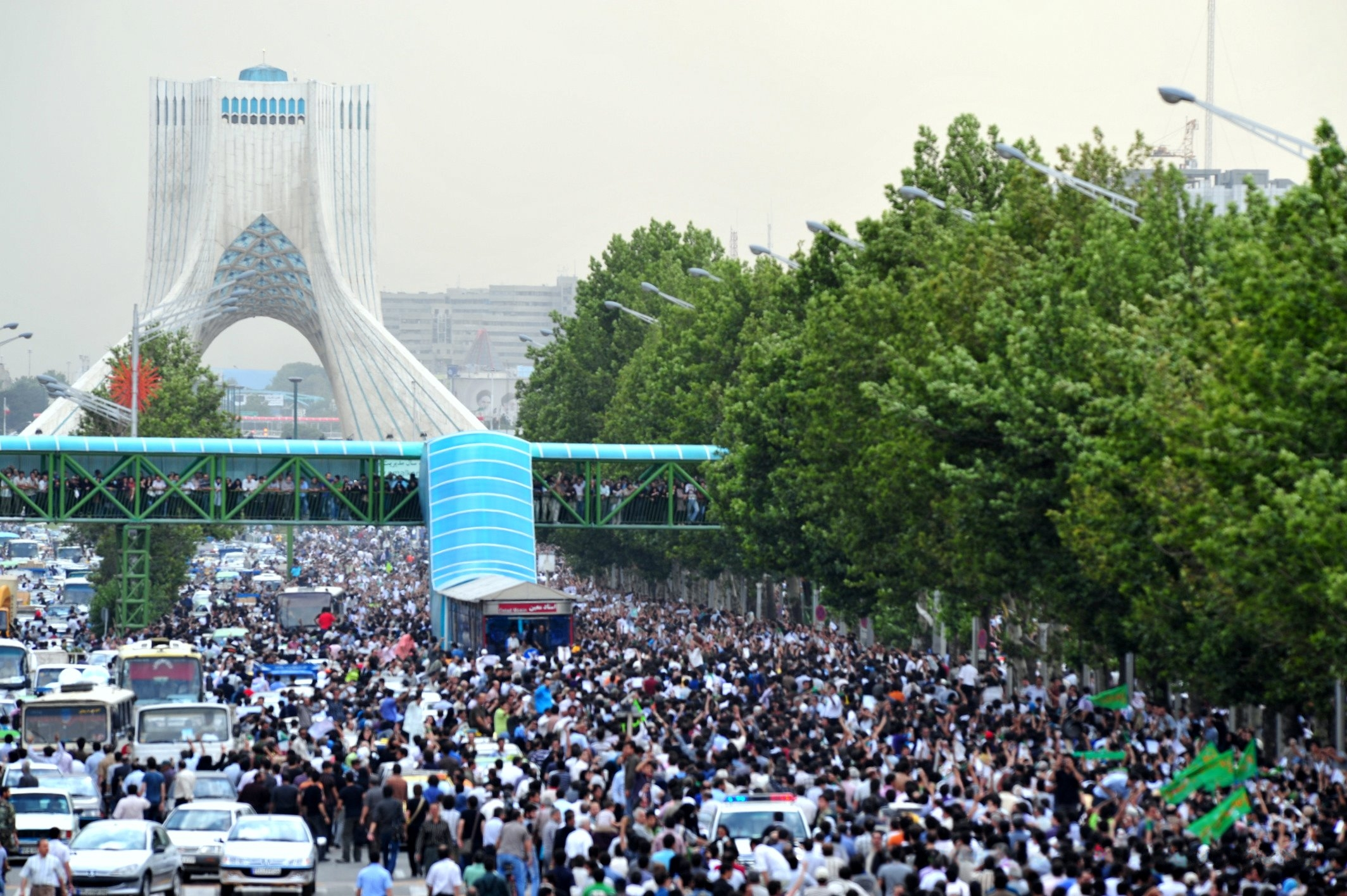
تظاهرات ۲۵ خرداد ۱۳۸۸ معترضان به نتیجه انتخابات ریاست‌جمهوری در ایران

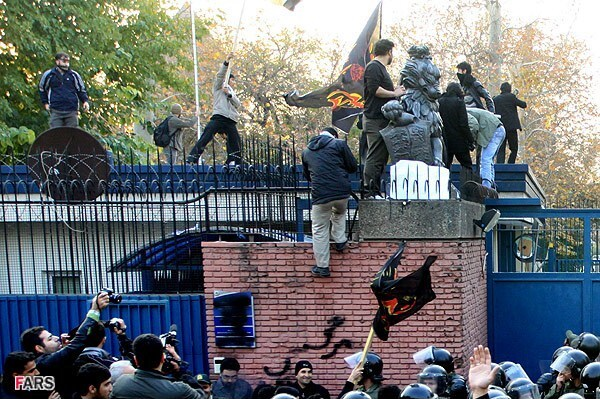
حمله به سفارت بریتانیا در تهران

- ۱۲ مرداد ۱۳۸۴: انتخاب محمود احمدی‌نژاد به‌عنوان ششمین رئیس‌جمهور ایران
- ۲۵ اسفند ۱۳۸۴: کشتار تاسوکی
- ۲۲ فروردین ۱۳۸۵: اعلام دستیابی به چرخه تولید انرژی هسته‌ای از سوی احمدی‌نژاد
- ۹ دی ۱۳۸۵: اعدام صدام حسین
- ۲۶ دی ۱۳۸۵: ترور اردشیر حسین پور در جریان جنگ نیابتی ایران و اسرائیل و ترور شخصیت‌های هسته ای ایران
- ۲۵ بهمن ۱۳۸۵: آغاز بمب‌گذاری‌های زاهدان توسط جندالله
- ۳ فروردین ۱۳۸۶: دستگیری سربازان بریتانیایی توسط ایران
- ۸ مرداد ۱۳۸۶: درگذشت علی مشکینی
- ۱۳ شهریور ۱۳۸۶: انتخاب اکبر هاشمی رفسنجانی به عنوان دومین رئیس مجلس خبرگان رهبری
- ۲۴ فروردین ۱۳۸۷: انفجار در حسینیه شیراز
- ۷ خرداد ۱۳۸۷: آغاز به کار دوره هشتم مجلس شورای اسلامی با اکثریت جناح اصول‌گرایان به ریاست علی لاریجانی
- ۱۵ بهمن ۱۳۸۷: پرتاب ماهواره امید
- ۷ خرداد ۱۳۸۸: بمب‌گذاری در زاهدان
- ۲۳ خرداد ۱۳۸۸: انتخاب مجدد محمود احمدی‌نژاد به ریاست جمهوری
- ۲۵ خرداد ۱۳۸۸: آغاز اعتراضات سراسری به نتیجه انتخابات ریاست‌جمهوری ۱۳۸۸ و تظاهرات میلیونی مردم معترض در تهران
- ۲۴ مرداد ۱۳۸۸: انتصاب صادق لاریجانی به عنوان ششمین رئیس قوه قضائیه
- ۲۶ مهر ۱۳۸۸: بمب‌گذاری انتحاری در پیشین و کشته‌شدن نورعلی شوشتری و تعدادی از فرماندهان سپاه
- ۲۹ آذر ۱۳۸۸: درگذشت حسینعلی منتظری
- ۵ و ۶ دی ۱۳۸۸: تظاهرات هواداران جنبش سبز در تاسوعا و عاشورا
- ۹ دی ۱۳۸۸: راهپیمایی هواداران جمهوری اسلامی در برابر جنبش سبز
- ۲۲ دی ۱۳۸۸: ترور مسعود علی محمدی در جریان جنگ نیابتی ایران و اسرائیل و ترور شخصیت‌های هسته ای ایران
- ۳۰ خرداد ۱۳۸۹: اعدام عبدالمالک ریگی به جرم محاربه
- ۲۰ مهر ۱۳۸۹: انفجار در پادگان امام علی خرم‌آباد
- ۸ آذر ۱۳۸۹: ترور مجید شهریاری در جریان جنگ نیابتی ایران و اسرائیل و ترور شخصیت‌های هسته‌ای ایران
- ۱ اسفند ۱۳۸۹: حصر خانگی میرحسین موسوی، زهرا رهنورد و مهدی کروبی در جریان پیامدهای انتخابات ریاست‌جمهوری دهم ایران
- ۱۷ اسفند ۱۳۸۹:
  - اعتراضات ۱۷ اسفند ۱۳۸۹ هواداران جنبش سبز
  - انتخاب محمدرضا مهدوی کنی به عنوان سومین رئیس مجلس خبرگان رهبری
- ۱ مرداد ۱۳۹۰: ترور داریوش رضایی‌نژاد در جریان جنگ نیابتی ایران و اسرائیل و ترور شخصیت‌های هسته‌ای ایران
- ۲۱ آبان ۱۳۹۰: انفجار بیدگنه در پایگاه موشکی مدرس و کشته شدن ۲۷ نفر از اعضای سپاه پاسداران از جمله حسن طهرانی‌مقدم
- ۸ آذر ۱۳۹۰: حمله به سفارت بریتانیا در تهران توسط لباس‌شخصی‌ها
- ۱۳ آذر ۱۳۹۰: دستیابی به پهپاد آرکیو ۱۷۰ آمریکا در خاک ایران
- ۲۱ دی ۱۳۹۰: ترور مصطفی احمدی روشن در جریان جنگ نیابتی ایران و اسرائیل و ترور شخصیت‌های هسته‌ای ایران
- ۷ خرداد ۱۳۹۱: آغاز به کار دوره نهم مجلس شورای اسلامی با اکثریت جناح اصول‌گرایان به ریاست علی لاریجانی
- ۱۲ مهر ۱۳۹۱: اعتراضات در بازار تهران در پی افزایش قیمت دلار و سقوط ارزش پول ملی و بی‌ثباتی اقتصادی
- ۱۹ خرداد ۱۳۹۲: آغاز مداخله نظامی جمهوری اسلامی ایران در جنگ داخلی سوریه

## ریاست‌جمهوری روحانی

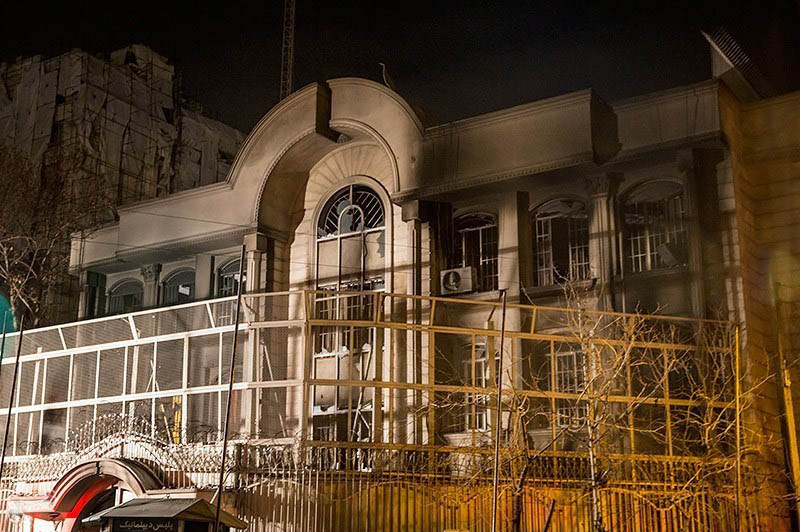
حمله به سفارت و کنسولگری عربستان سعودی در ایران

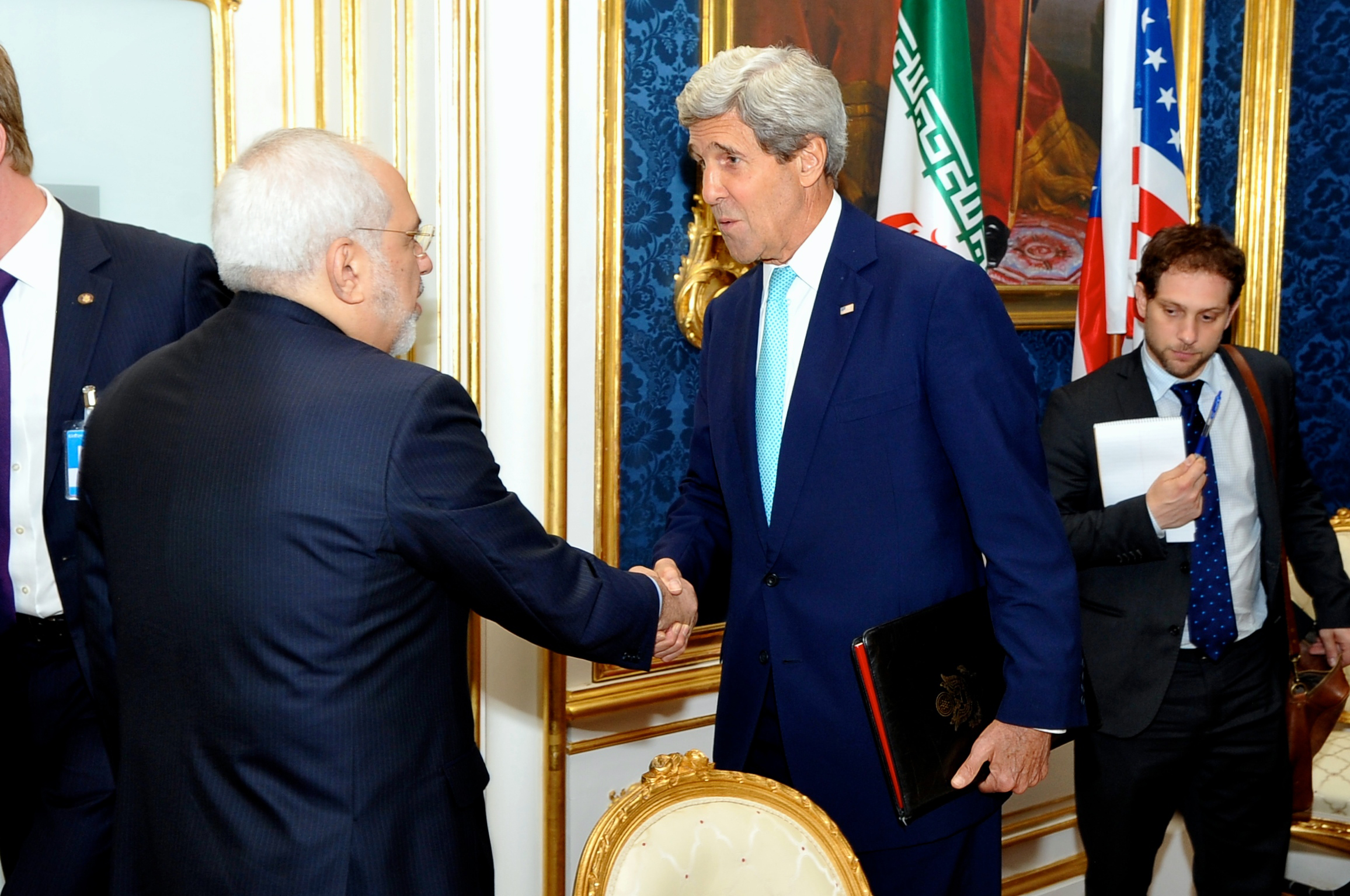
برنامه جامع اقدام مشترک

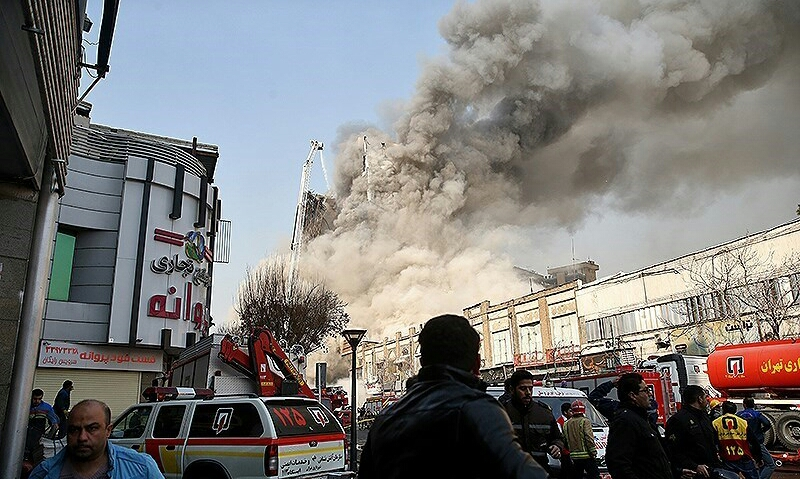
آتش‌سوزی و ریزش ساختمان پلاسکو

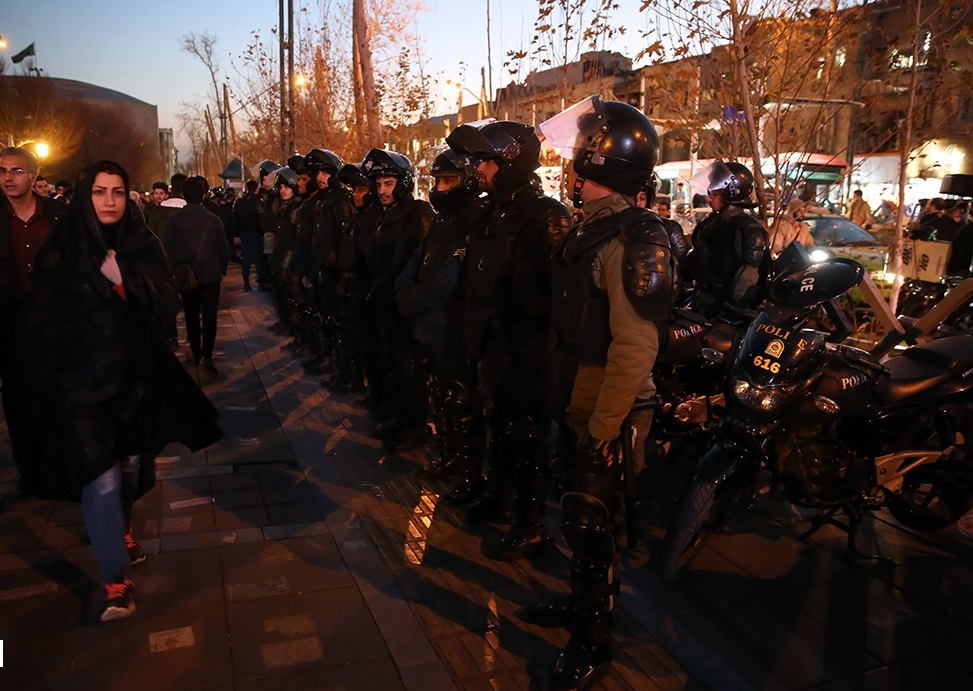
اعتراضات دی ۱۳۹۶ ایران

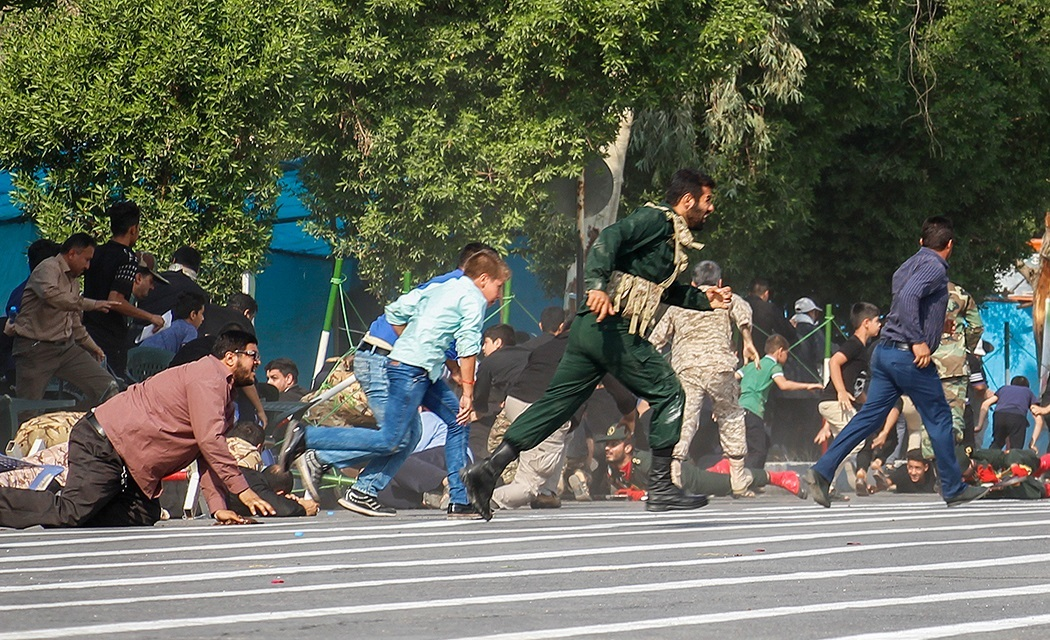
حمله به رژه نظامی در اهواز

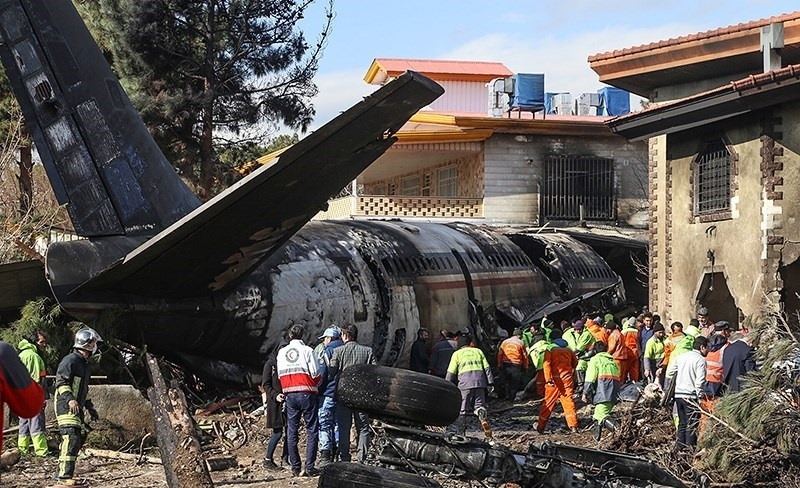
سقوط هواپیمای بوئینگ ۷۰۷ ارتش جمهوری اسلامی ایران

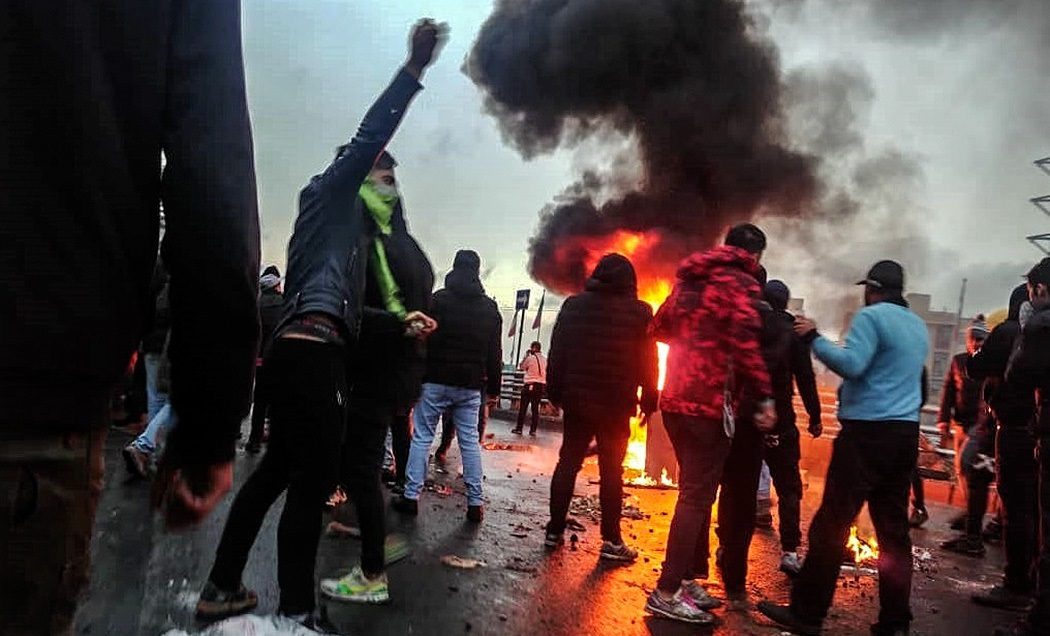
نمایی از اعتراضات آبان ۹۸

صحنه ترور سلیمانی پس از وقوع حمله

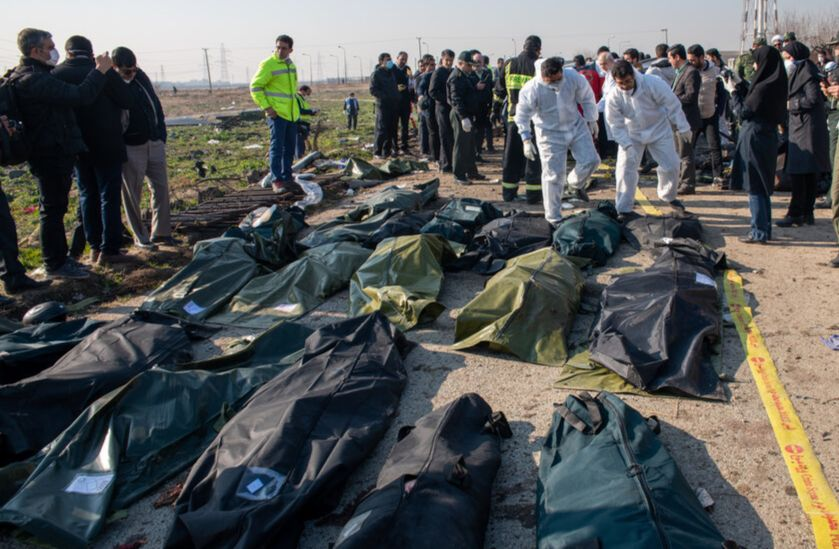
عملیات کاوش قربانیان پرواز ۷۵۲

- ۱۲ مرداد ۱۳۹۲: انتخاب حسن روحانی به عنوان هفتمین رئیس‌جمهور ایران
- مهر ۱۳۹۳: اسیدپاشی‌های زنجیره‌ای در اصفهان
- ۲۹ مهر ۱۳۹۳: درگذشت محمدرضا مهدوی کنی
- ۱۹ اسفند ۱۳۹۳: انتخاب محمد یزدی به عنوان چهارمین رئیس مجلس خبرگان رهبری
- ۱ شهریور ۱۳۹۴: بازگشایی سفارت بریتانیا در تهران و سفارت ایران در لندن
- ۲ مهر ۱۳۹۴: فاجعه منا[۱۰]
- ۱۲ دی ۱۳۹۴: حمله به سفارت و کنسولگری عربستان سعودی در ایران توسط لباس‌شخصی‌ها و قطع رابطه دیپلماتیک عربستان سعودی و ۵ کشور عربی دیگر با ایران
- ۲۲ دی ۱۳۹۴: دستگیری ملوانان آمریکایی توسط نیروی دریایی سپاه پاسداران
- ۲۶ دی ۱۳۹۴: آغاز اجرای برجام
- ۴ خرداد ۱۳۹۵: انتخاب احمد جنتی به عنوان پنجمین رئیس مجلس خبرگان رهبری
- ۷ خرداد ۱۳۹۵: آغاز به کار دوره دهم مجلس شورای اسلامی با اکثریت جناح اصلاح‌طلبان و جناح اعتدال‌گرایان به ریاست علی لاریجانی
- ۳ آذر ۱۳۹۵: درگذشت سید عبدالکریم موسوی اردبیلی
- ۱۹ دی ۱۳۹۵: درگذشت اکبر هاشمی رفسنجانی
- ۳۰ دی ۱۳۹۵: آتش‌سوزی و ریزش ساختمان پلاسکو
- ۱۷ خرداد ۱۳۹۶: حملات تروریستی داعش به ساختمان مجلس شورای اسلامی و آرامگاه سید روح‌الله خمینی
- ۲۸ خرداد ۱۳۹۶: حملات موشکی سپاه پاسداران به مقر داعش در دیرالزور سوریه در پاسخ به حملات داعش در تهران
- ۱۲ مرداد ۱۳۹۶: انتخاب مجدد حسن روحانی به ریاست جمهوری
- ۲۳ مرداد ۱۳۹۶: انتصاب سید محمود هاشمی شاهرودی به عنوان سومین رئیس مجمع تشخیص مصلحت نظام
- ۷ دی ۱۳۹۶: آغاز اعتراضات سراسری بر ضد حکومت جمهوری اسلامی و کشته‌ شدن دست‌کم ۵۰ تن از معترضان توسط جمهوری اسلامی
- ۱۳ و ۱۴ دی ۱۳۹۶: راهپیمایی‌هایی هواداران جمهوری اسلامی بر ضد اعتراضات سراسری مردم
- ۱۶ دی ۱۳۹۶: حادثه نفت‌کش سانچی
- ۴ بهمن ۱۳۹۶: آغاز اعتراضات گلستان هفتم درویش‌های گنابادی به ایجاد محدودیت و حصر خانگی علیه نورعلی تابنده
- ۲۹ بهمن ۱۳۹۶: سقوط هواپیمای شماره ۳۷۰۴ در اثر اصابت به کوه دنا
- ۱۳۹۷–۱۳۹۹: بحران اقتصادی ۱۳۹۹–۱۳۹۷ ایران و در نهایت رسیدن قیمت دلار آمریکا به رکورد ۳۰ هزار تومان و سکه طلا به رکورد ۱۵ میلیون تومان در ۱۰ مهر ۱۳۹۹[۱۱]
- ۱۸ اردیبهشت ۱۳۹۷: خروج آمریکا از برجام و بازگشت تحریم‌ها
- ۸ مرداد ۱۳۹۷: آغاز اعتراضات مرداد ۱۳۹۷ ایران
- ۳۱ شهریور ۱۳۹۷: حمله به رژه نظامی در اهواز
- ۹ مهر ۱۳۹۷: عملیات ضربت محرم در پاسخ به حمله به رژه نظامی در اهواز
- ۳ دی ۱۳۹۷: درگذشت سید محمود هاشمی شاهرودی
- ۱۰ دی ۱۳۹۷: انتصاب صادق لاریجانی به عنوان چهارمین رئیس مجمع تشخیص مصلحت نظام
- ۲۴ دی ۱۳۹۷: سقوط هواپیمای بوئینگ ۷۰۷ ارتش جمهوری اسلامی ایران
- ۲۴ بهمن ۱۳۹۷: حمله به اتوبوس کارکنان سپاه زاهدان توسط گروه جیش‌العدل و کشته‌شدن ۲۴ تن
- ۱۶ اسفند ۱۳۹۷: انتصاب سید ابراهیم رئیسی به عنوان هفتمین رئیس قوه قضائیه
- ۱۹ فروردین ۱۳۹۸: قرار گرفتن سپاه پاسداران در فهرست گروه‌های تروریستی از سوی دولت آمریکا
- ۳۰ خرداد ۱۳۹۸: سرنگونی پهپاد آمریکایی توسط ایران
- ۱۸ شهریور ۱۳۹۸: خودسوزی دختر آبی
- ۲۴ آبان ۱۳۹۸: آغاز اعتراضات سراسری در آبان ماه به گرانی قیمت بنزین و قطعی سراسری اینترنت و کشته‌شدن بیش از ۱٫۵۰۰ تن از معترضان به‌دست حکومت جمهوری اسلامی
- ۱۳ دی ۱۳۹۸: حمله هوایی آمریکا در فرودگاه بین‌المللی بغداد و کشتن قاسم سلیمانی و ابومهدی المهندس
- ۱۸ دی ۱۳۹۸:
  - حمله نیروی هوافضای سپاه پاسداران به پایگاه آمریکایی عین‌الاسد در عراق در پاسخ به کشتن قاسم سلیمانی
  - شلیک پدافند هوایی سپاه پاسداران به پرواز شماره ۷۵۲ هواپیمایی بین‌المللی اوکراین در مسیر تهران-کی‌یف و ساقط شدن آن در نزدیکی فرودگاه امام خمینی و کشته شدن همه ۱۷۶ نفر سرنشین آن
- ۲۲ دی ۱۳۹۸: اعتراضات مردمی در پی سرنگونی پرواز شماره ۷۵۲ هواپیمایی بین‌المللی اوکراین توسط سپاه پاسداران
- ۳۰ بهمن ۱۳۹۸: آغاز دنیاگیری کووید-۱۹ در ایران
- ۲۱ اردیبهشت ۱۳۹۹: سانحه شناور پشتیبان کنارک
- ۷ خرداد ۱۳۹۹: آغاز به کار دوره یازدهم مجلس شورای اسلامی با اکثریت جناح اصول‌گرایان به ریاست محمدباقر قالیباف

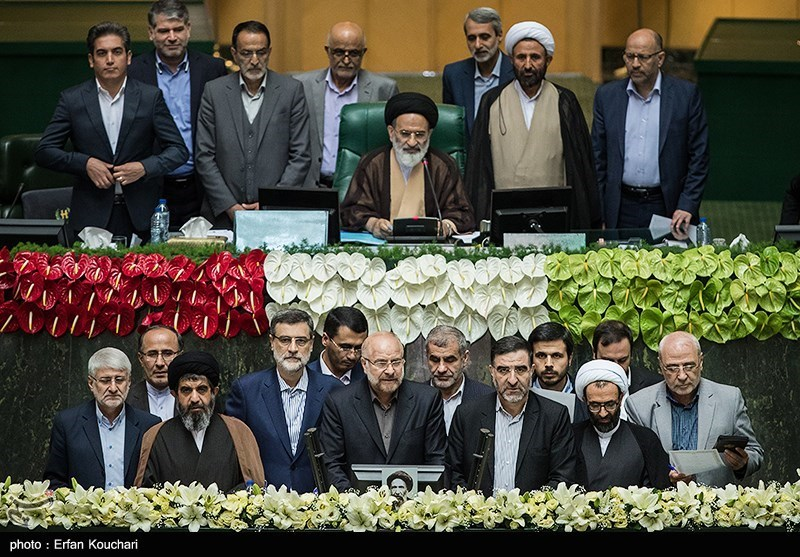
هیئت رئیسه سِنی و هیئت رئیسه دائم سال اول دوره یازدهم مجلس

- ۱۲ تیر ۱۳۹۹: انفجار تأسیسات هسته‌ای نطنز
- ۱۷ مرداد ۱۳۹۹: ترور عبدالله احمد عبدالله، فرد دوم القاعده، به همراه دخترش، در خیابان پاسداران تهران
- ۷ آذر ۱۳۹۹: ترور محسن فخری‌زاده در جریان جنگ نیابتی ایران و اسرائیل و ترور شخصیت‌های هسته‌ای ایران

- ۱۹ آذر ۱۳۹۹: درگذشت محمد یزدی

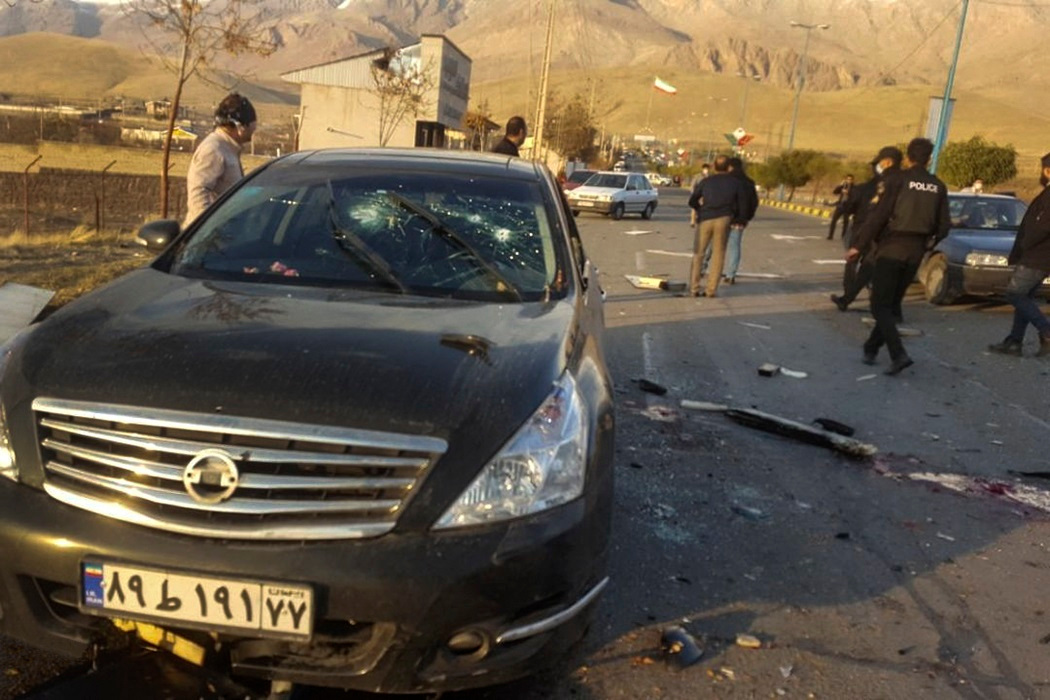
نمایی از صحنه ترور فخری‌زاده پس از حمله

- ۲۲ آذر ۱۳۹۹: اعدام روح‌الله زم توسط حکومت به اتهام محاربه
- ۱۲ دی ۱۳۹۹: درگذشت محمدتقی مصباح یزدی
- ۷ فروردین ۱۴۰۰: انعقاد برنامه ۲۵ ساله همکاری‌های مشترک ایران و چین

## ریاست‌جمهوری رئیسی و سرپرستی مخبر
- ۲۹ خرداد ۱۴۰۰: انتخاب سید ابراهیم رئیسی به عنوان هشتمین رئیس‌جمهور ایران
- ۱۰ تیر ۱۴۰۰: انتصاب غلامحسین محسنی اژه‌ای به عنوان هشتمین رئیس قوه قضائیه
- ۲۴ تیر–۱۹ مرداد ۱۴۰۰: آغاز اعتراضات تابستان ۱۴۰۰ ایران
- ۱۷ مهر ۱۴۰۰: درگذشت سید ابوالحسن بنی‌صدر
- ۲۸ آبان–۶ آذر ۱۴۰۰: آغاز اعتراضات مردم اصفهان به علت خشکسالی در بستر زاینده رود

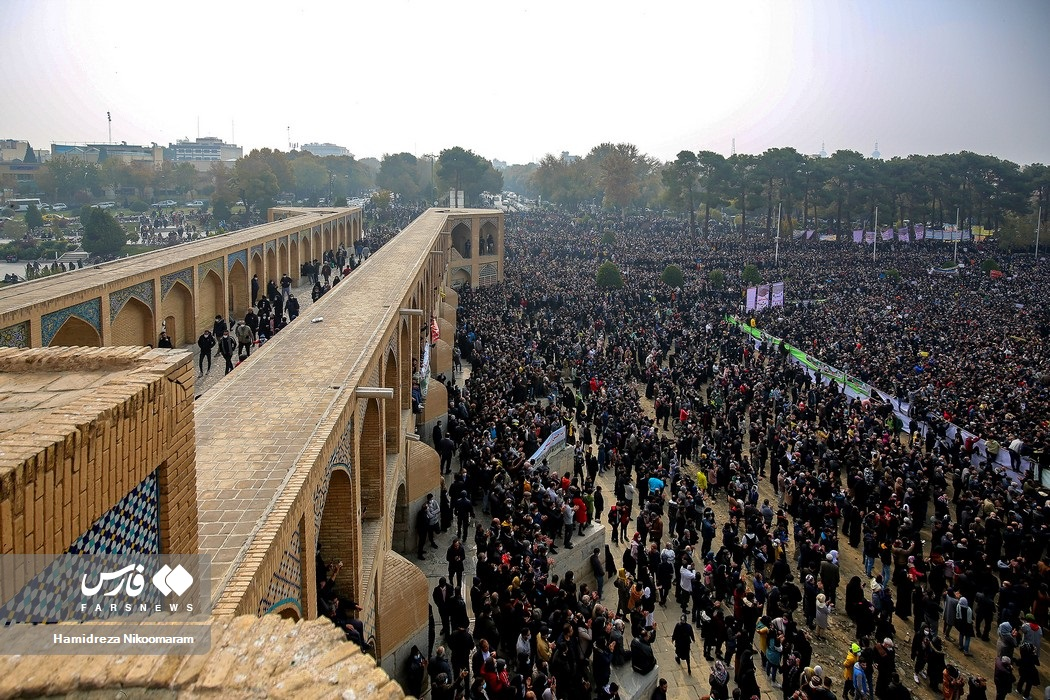
نمایی از اعتراضات مردم اصفهان در سال ۱۴۰۰

- ۱۰ آذر ۱۴۰۰: درگیری‌های ۱۴۰۰ ایران و طالبان
- ۱۲ بهمن ۱۴۰۰: درگذشت لطف‌الله صافی گلپایگانی
- ۲۲ اسفند ۱۴۰۰: حمله موشکی سپاه پاسداران به اربیل عراق
- ۱۶ فروردین ۱۴۰۱: حادثه ۱۴۰۱ حرم امام رضا
- ۲ خرداد ۱۴۰۱: فروریختن ساختمان متروپل در آبادان

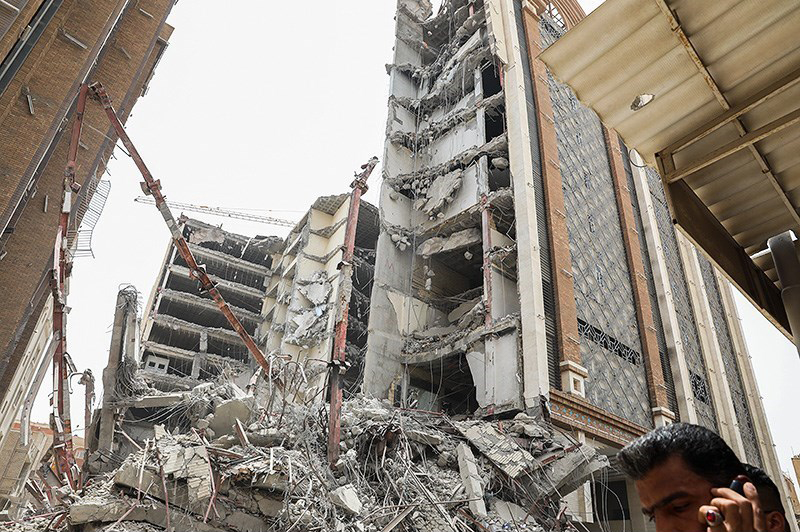
ساختمان فرو ریخته متروپل

- ۲۱ مرداد ۱۴۰۱: حمله با چاقو به سلمان رشدی و حمایت جمهوری اسلامی از این عمل، با پشتوانه فتوای خمینی به ارتداد سلمان رشدی، پس از انتشار کتاب آیات شیطانی
- ۲۵ شهریور ۱۴۰۱: کشته شدن مهسا امینی و آغاز اعتراضات سراسری مردم در اعتراض به حجاب اجباری با هدف سرنگون‌کردن جمهوری اسلامی و کشته‌شدن بیش از ۵۰۰ نفر[۱۲] از معترضان به‌دست حکومت جمهوری اسلامی

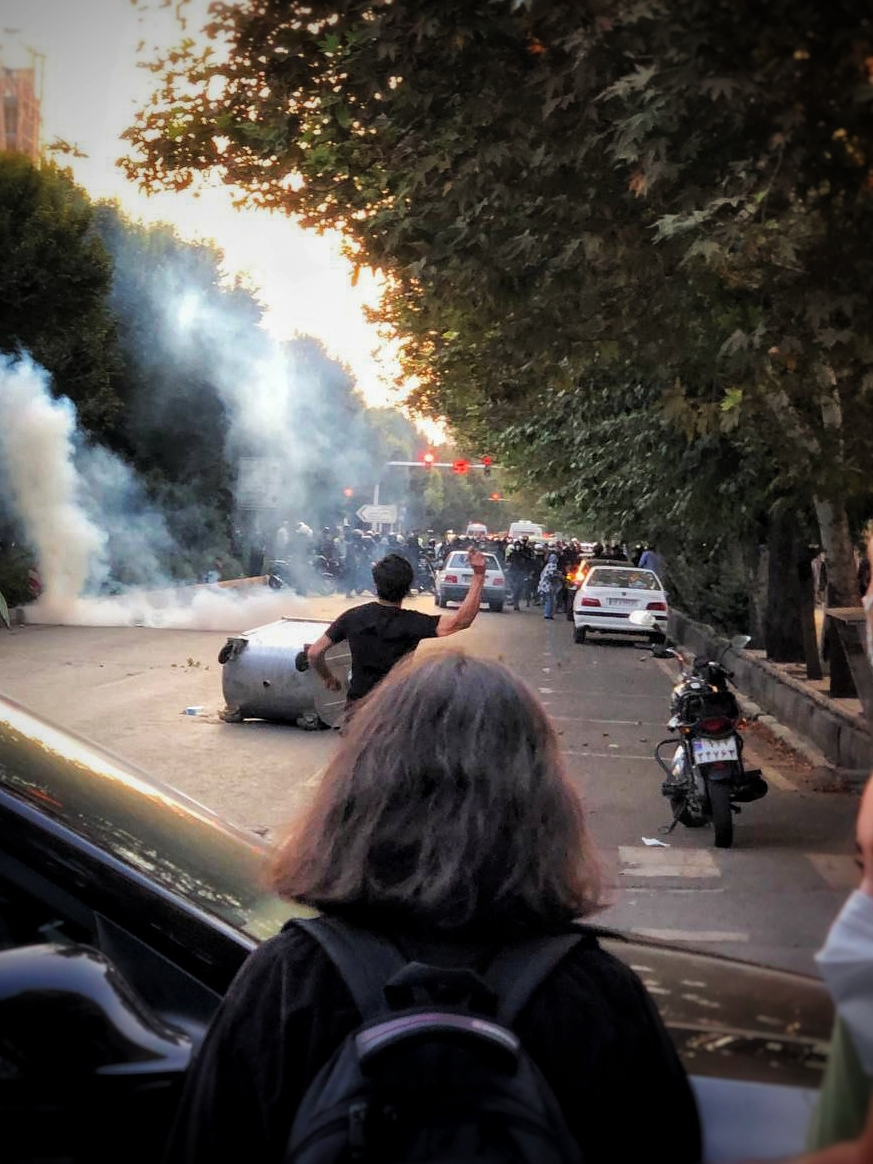
نمایی از خیزش ۱۴۰۱ ایران در بلوار کشاورز تهران

- ۶ مهر ۱۴۰۱: حملات موشکی سپاه پاسداران به اقلیم کردستان عراق در پاسخ به حمایت احزاب کرد از خیزش ۱۴۰۱ ایران
- ۸ مهر ۱۴۰۱: جمعه خونین زاهدان
- ۱۰ مهر ۱۴۰۱: حمله به دانشگاه صنعتی شریف
- ۱۱ مهر ۱۴۰۱: آغاز بحران ارزی ۱۴۰۱ ایران[۱۳] و در نهایت رسیدن قیمت سکه طلا از ۱۵ میلیون به رکورد ۳۰ میلیون تومان در ۴ اسفند[۱۴] و رسیدن قیمت دلار آمریکا از ۳۰ هزار تومان به رکورد ۶۰ هزار تومان در ۷ اسفند ۱۴۰۱[۱۵]
- ۲۳ مهر ۱۴۰۱: آتش‌سوزی زندان اوین
- ۴ آبان ۱۴۰۱: حمله ۱۴۰۱ حرم شاهچراغ

- ۱۳ آبان ۱۴۰۱: جمعه خونین خاش
- ۲۴ آبان ۱۴۰۱: حمله به بازار ایذه

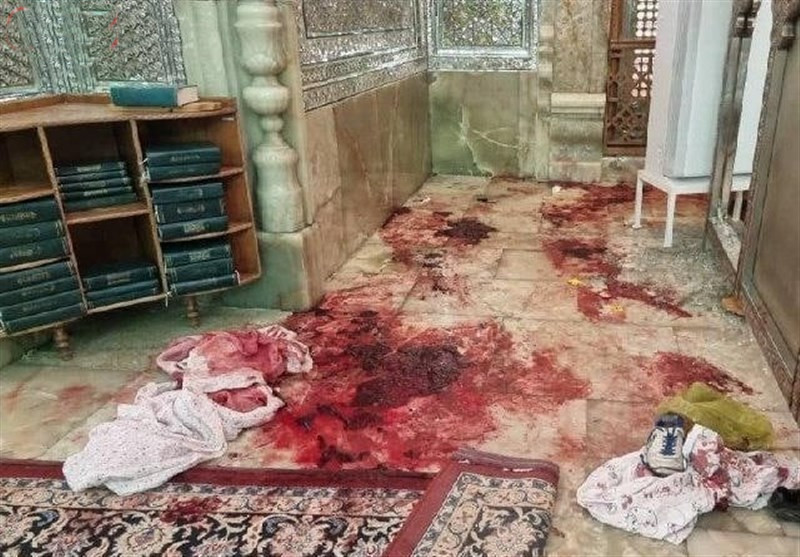
تصویری از حرم شاه‌چراغ پس از حمله

- ۲۸ آبان ۱۴۰۱: آغاز سرکوب خیزش شهرهای کردنشین ایران
- ۳۰ آبان و ۸ آذر ۱۴۰۱: باخت تیم ملی فوتبال ایران در دو بازی در جام جهانی ۲۰۲۲ قطر، در ۳۰ آبان با نتیجه ۶–۲ به نفع انگلیس[۱۶] و در ۸ آذر با نتیجه ۰–۱ به نفع آمریکا[۱۷] و در نهایت حذف تیم ملّی از جام جهانی، صعود انگلیس و آمریکا به مرحله بعد و شادی معترضان ایرانی[۱۸][۱۹]
- ۹ آذر ۱۴۰۱: آغاز مسمومیت زنجیره‌ای در مدارس دخترانه ایران
- ۲۳ آذر ۱۴۰۱: اخراج جمهوری اسلامی ایران از کمیسیون مقام زن سازمان ملل متحد در جریان خیزش ۱۴۰۱ ایران[۲۰]
- ۲۹ دی ۱۴۰۱: تصویب قطعنامه پارلمان اروپا مبنی بر قرار گرفتن سپاه پاسداران در فهرست گروه‌های تروریستی در جریان خیزش ۱۴۰۱ ایران[۲۱]
- ۸ بهمن ۱۴۰۱: حمله پهپادی به تأسیسات نظامی در اصفهان
- ۶ خرداد ۱۴۰۲: درگیری ۱۴۰۲ ایران و طالبان
- ۱۶ خرداد ۱۴۰۲: بازگشایی سفارت ایران در ریاض پس از هفت سال تعطیلی در اثر حمله به سفارت و کنسولگری عربستان سعودی در ایران و از سرگیری روابط دو کشور[۲۲]
- ۱۳ تیر ۱۴۰۲: عضویت اصلی ایران در سازمان همکاری شانگهای به صورت رسمی[۲۳]
- ۱۷ تیر ۱۴۰۲: حمله به کلانتری ۱۶ زاهدان
- ۲۲ مرداد ۱۴۰۲: حمله ۱۴۰۲ حرم شاهچراغ[۲۴]
- ۱۲ آبان ۱۴۰۲: آتش‌سوزی کمپ ترک اعتیاد لنگرود[۲۵]
- ۱۱ آذر ۱۴۰۲: افشای رسمی فساد مالی چای دبش[۲۶]
- ۲۴ آذر ۱۴۰۲: حمله به مقر فرماندهی انتظامی راسک
- ۱۱ دی ۱۴۰۲: عضویت رسمی ایران در سازمان بریکس
- ۱۳ دی ۱۴۰۲: انفجارهای کرمان[۲۷]
- ۲۵ دی ۱۴۰۲: حملات موشکی ۲۰۲۴ ایران در عراق و سوریه[۲۸]
- ۲۶–۲۸ دی ۱۴۰۲: درگیری مرزی ۲۰۲۴ ایران و پاکستان[۲۹]
- ۱۳ فروردین ۱۴۰۳: حمله هوایی به کنسولگری ایران در دمشق توسط اسرائیل و آغاز درگیری ۲۰۲۴ ایران و اسرائیل[۳۰][۳۱]
- ۱۶ فروردین ۱۴۰۳: حمله به مقرهای نظامی چابهار، راسک و سرباز توسط جیش‌العدل[۳۲]
- ۲۵ فروردین ۱۴۰۳:
  - توقیف کشتی ام‌اس‌سی آریس توسط ایران
  - اولین حمله ایران به اسرائیل[۳۳]
- ۳۱ فروردین ۱۴۰۳: اولین حمله اسرائیل به ایران
- ۳۰ اردیبهشت ۱۴۰۳: سانحه سقوط بالگرد حامل رئیس‌جمهور و کشته شدن سید ابراهیم رئیسی و همراهانش
- ۳۱ اردیبهشت ۱۴۰۳:
  - آغاز به کار معاون اول رئیس‌جمهور، محمد مخبر، به عنوان سرپرست ریاست‌جمهوری
  - تشکیل شورایی متشکل از معاون اول رئیس‌جمهور، محمد مخبر، رئیس مجلس، محمدباقر قالیباف و رئیس قوه قضائیه، غلامحسین محسنی اژه‌ای، برای برگزاری انتخابات ریاست‌جمهوری جدید
- ۱ خرداد ۱۴۰۳: انتخاب محمدعلی موحدی کرمانی به عنوان ششمین رئیس مجلس خبرگان رهبری
- ۷ خرداد ۱۴۰۳: آغاز به کار دوره دوازدهم مجلس شورای اسلامی با اکثریت جناح اصول‌گرایان به ریاست محمدباقر قالیباف
- ۳۰ خرداد ۱۴۰۳: قرار دادن سپاه پاسداران در فهرست گروه‌های تروریستی توسط کانادا[۳۴]
- ۸ تیر ۱۴۰۳: برگزاری انتخابات ریاست‌جمهوری ایران (۱۴۰۳) با پایین‌ترین نرخ مشارکت در تاریخ جمهوری اسلامی (۳۹٫۹۲٪) و صعود مسعود پزشکیان و سعید جلیلی به دور دوم
- ۱۵ تیر ۱۴۰۳: برگزاری دور دوم انتخابات ریاست‌جمهوری ایران (۱۴۰۳)

## ریاست‌جمهوری پزشکیان
- ۱۶ تیر ۱۴۰۳: انتخاب مسعود پزشکیان به عنوان نهمین رئیس‌جمهور ایران
- ۷ و ۹ مرداد ۱۴۰۳: برگزاری مراسم تنفیذ و تحلیف چهاردهمین دوره ریاست‌جمهوری در ایران
- ۱۰ مرداد ۱۴۰۳: ترور اسماعیل هنیه، رهبر وقت حماس، در تهران توسط اسرائیل، یک روز پس از شرکت وی در مراسم تحلیف ریاست‌جمهوری
- ۵ شهریور ۱۴۰۳: انتصاب عبدالکریم حسین‌زاده به سمت معاونت امور توسعه روستایی، مناطق محروم و عشایر رئیس‌جمهور به عنوان نخستین عضو سنی مذهب هیئت دولت ایران در تاریخ جمهوری اسلامی
- ۲۲ شهریور ۱۴۰۳: سفر مسعود پزشکیان به عنوان رئیس‌جمهور ایران برای نخستین بار در تاریخ جمهوری اسلامی به اقلیم کردستان عراق
- ۳۱ شهریور ۱۴۰۳: انفجار معدن زغال‌سنگ طبس
- ۶ مهر ۱۴۰۳: کشته شدن سید حسن نصرالله، سومین دبیرکل حزب‌الله لبنان و عباس نیلفروشان، معاون عملیات سپاه پاسداران در اثر حمله هوایی به مرکز فرماندهی حزب‌الله[۳۵]
- ۱۰ مهر ۱۴۰۳: دومین حمله ایران به اسرائیل
- ۵ آبان ۱۴۰۳: دومین حمله اسرائیل به ایران
- ۱۸ آذر ۱۴۰۳: پایان مداخله ایران در جنگ داخلی سوریه با شکست و عقب‌نشینی جمهوری اسلامی در پی سقوط رژیم اسد
- ۵ دی ۱۴۰۳: رفع فیلترینگ واتساپ و گوگل پلی توسط شورای عالی فضای مجازی
- ۲۹ دی ۱۴۰۳: تیراندازی در کاخ دادگستری تهران
- ۲۴ بهمن ۱۴۰۳: قتل امیرمحمد خالقی
- ۲۷ اسفند ۱۴۰۳: پایان حصر خانگی مهدی کروبی پس از ۱۴ سال[۳۶]